# Teatro di San Carlo
(Stendhal, Roma, Napoli e Firenze nel 1817)
Il Real Teatro di San Carlo, anche noto come Teatro San Carlo o semplicemente San Carlo, è il teatro lirico di Napoli. 
Fondato nel 1737, è fra i più antichi teatri d'opera del mondo ad essere tuttora attivi, ottavo della serie in Italia dunque preceduto da pochi altri ,  primo teatro italiano ad istituire una scuola per la danza; anticipa di 41 anni il Teatro alla Scala di Milano e di 55 anni il Teatro La Fenice di Venezia. In origine, poteva ospitare 3285 spettatori, poi ridotti a 1386 in seguito alle normative sulla sicurezza. Conta una vasta platea (22×28×23 m), cinque ordini di palchi disposti a ferro di cavallo più un ampio palco reale, un loggione ed un palcoscenico (34×33 m). 
Date le sue dimensioni, struttura e antichità è stato modello per i successivi teatri d'Europa. 
Affacciato sull'omonima via e, lateralmente, su piazza Trieste e Trento, il teatro, in linea con le altre grandi opere architettoniche del periodo, quali le grandi regge borboniche, fu il simbolo di una Napoli che rimarcava il suo status di grande capitale europea.
Il Teatro San Carlo è stato inserito dall'UNESCO tra i monumenti considerati Patrimonio dell'Umanità.

## Storia

### Settecento

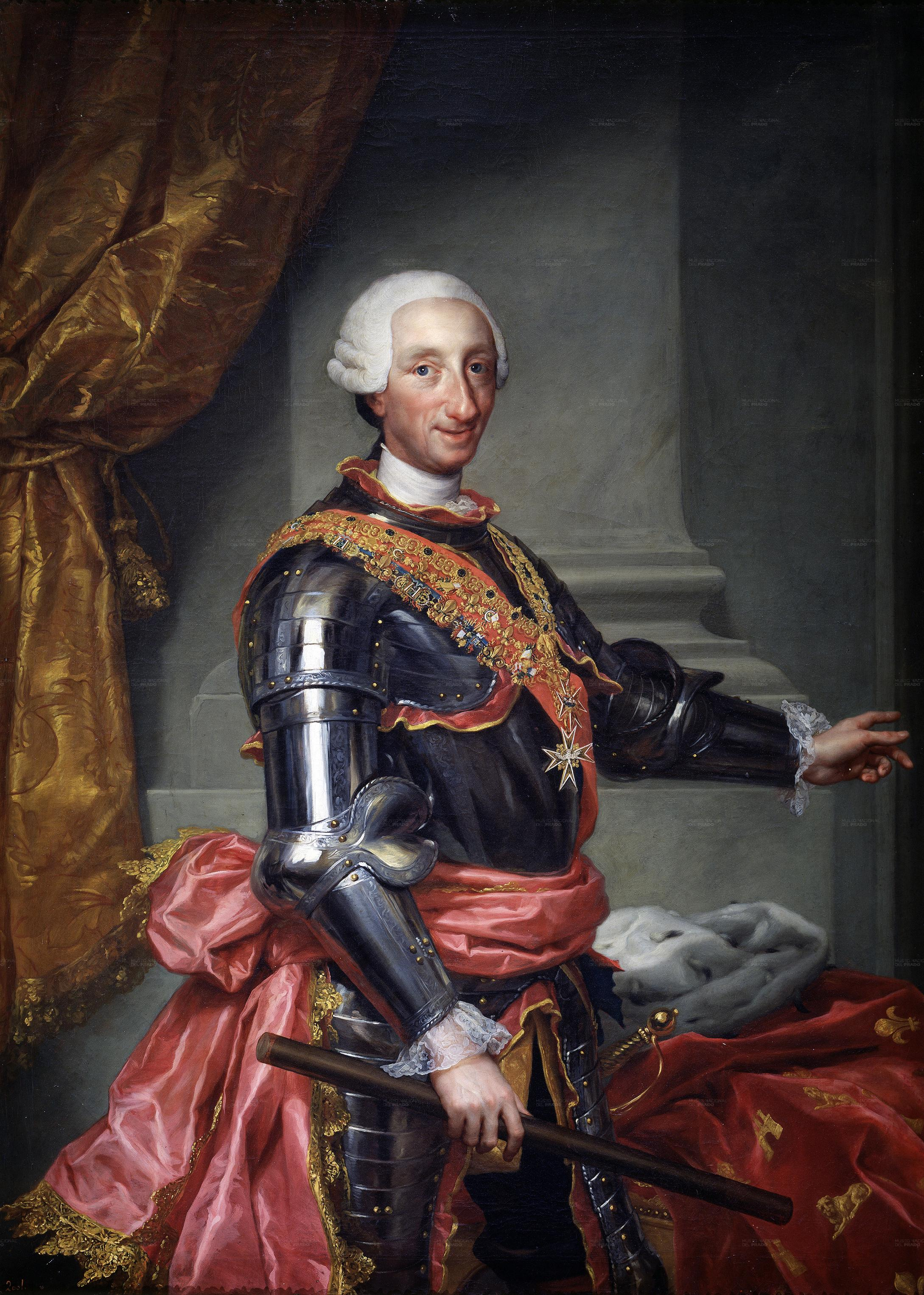
Re Carlo III, re di Napoli dal 1734 al 1759, anno in cui salì al trono di Spagna.

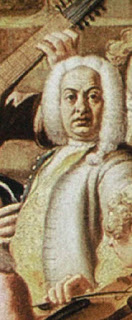
Domenico Sarro

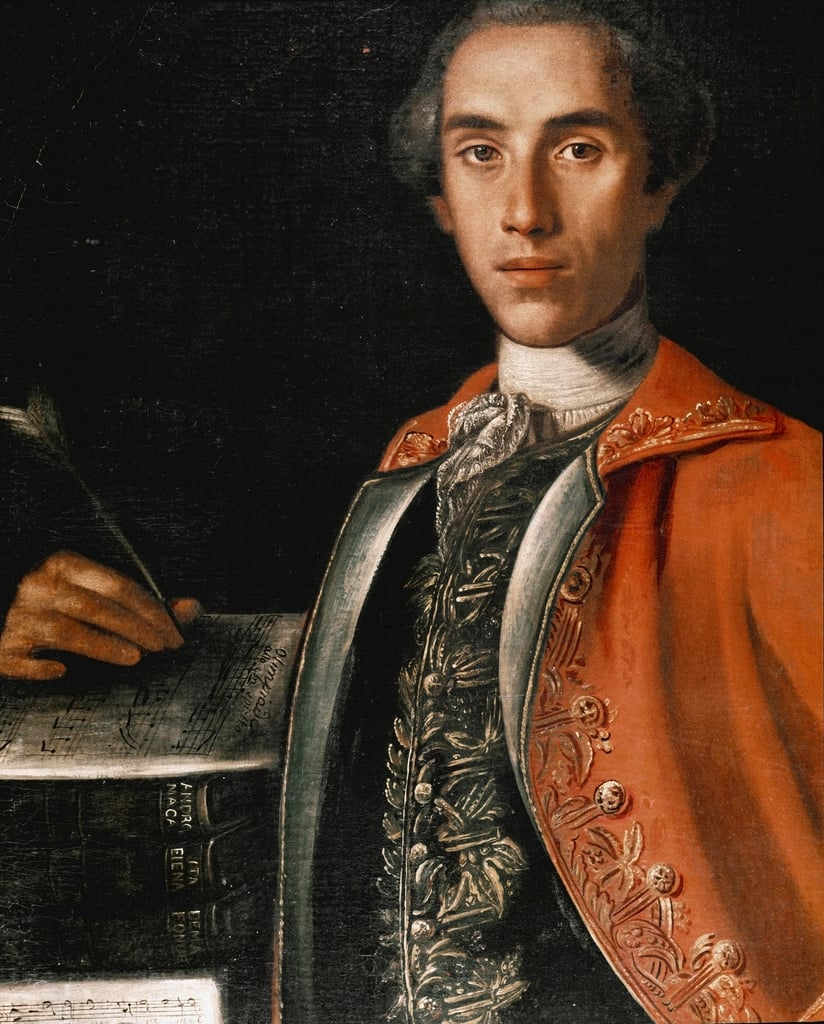
Leonardo Leo

Costruito da Giovanni Antonio Medrano e Angelo Carasale per una capienza da 3.000 posti, fu inaugurato il 4 novembre 1737, in occasione del giorno dell'onomastico del Re, dal quale prese il nome il teatro. 
L'opera che per prima in assoluto andò in scena fu l'Achille in Sciro di Domenico Sarro e libretto di Pietro Metastasio con Vittoria Tesi, Angelo Amorevoli e il soprano Anna Peruzzi alla presenza del re.
A Domenico Sarro vennero pagati, con apposita polizza emessa nel dicembre del 1737, 220 ducati: «in soddisfazione della composizione del prologo ed opera in musica intitolata Achille in Sciro che si è rappresentata nel Teatro Reale di San Carlo il dì 4 novembre prossimo passato».
Inizialmente fu sede esclusivamente dell'opera seria; l'opera buffa si dava in altre sedi della città, come il Teatro Mercadante (al tempo denominato "Fondo dei Lucri") o il San Bartolomeo o il Teatro dei Fiorentini.

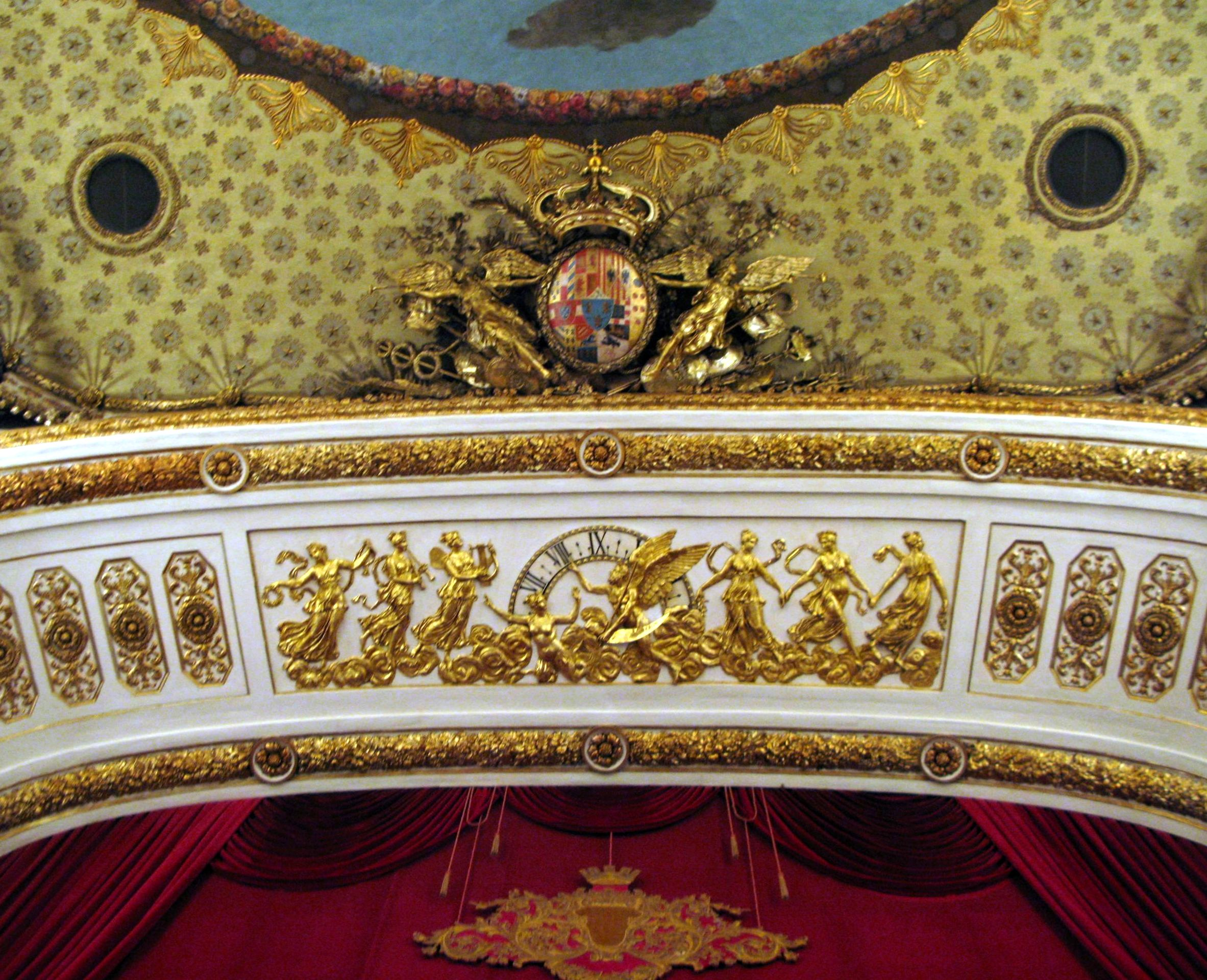
Lo stemma delle Due Sicilie sull'arco scenico.

Nei primi anni i compositori che esibivano sul palcoscenico le loro opere erano prettamente quelli di scuola napoletana, provenienti dai conservatori della città. Questi erano su tutti: Leonardo Leo, Niccolò Porpora, Leonardo Vinci, Johann Adolf Hasse, Gaetano Latilla, Niccolò Jommelli, Baldassarre Galuppi, Niccolò Piccinni, Antonio Maria Gaspare Sacchini, Carlo Broschi, Tommaso Traetta, Giacomo Tritto, Giovanni Paisiello e Domenico Sarro.
Tra i cantanti si registrano i nomi della Tesi, Amorevoli, Anna De Amicis, Celeste Coltellini e Gaetano Majorano.
Nel frattempo, il prestigio del San Carlo crebbe al punto da attirare diverse illustri personalità di fama internazionale. 
Andò infatti in scena nel 1752 la prima assoluta di Clemenza di Tito di Christoph Willibald Gluck con successo con Majorano, nel 1761 il Catone in Utica e nel 1762 l'Alessandro nell'Indie entrambe prime assolute di Johann Christian Bach, mentre negli anni successivi vi giunsero come ospiti Georg Friedrich Händel, Franz Joseph Haydn e anche il quattordicenne Mozart, il quale, insieme al padre Leopold, soggiornò a Napoli per più di un mese, dal 14 maggio al 25 giugno del 1770. Il 30 maggio assistette in teatro alla prima rappresentazione de L'Armida abbandonata di Niccolò Jommelli. 
Nel 1774 avviene con successo la messa in scena di Alessandro nell'Indie di Niccolò Piccinni con Gaspare Pacchierotti (la prima si era tenuta a Roma il  21 gennaio 1758 al Teatro Argentina di Roma) e nel 1779 di Ifigenia in Aulide di Vicente Martín y Soler con Luigi Marchesi e Giovanni Ansani.
Intanto sul finire del Settecento il San Carlo accolse anche uno due dei più illustri compositori europei e uno dei più importanti esponenti della scuola musicale napoletana, Domenico Cimarosa. Il Cimarosa, che era fino ad allora andato in scena solo nei teatri dei Fiorentini e San Bartolomeo, debuttò al teatro Massimo di Napoli solo nel 1782 con L'eroe cinese (dramma su libretto di Pietro Metastasio), nel 1783 con Oreste per poi ritornare in scena solo in un'altra occasione, nel 1797, con l'Artemisia regina di Caria (dramma su libretto del Marchesini).

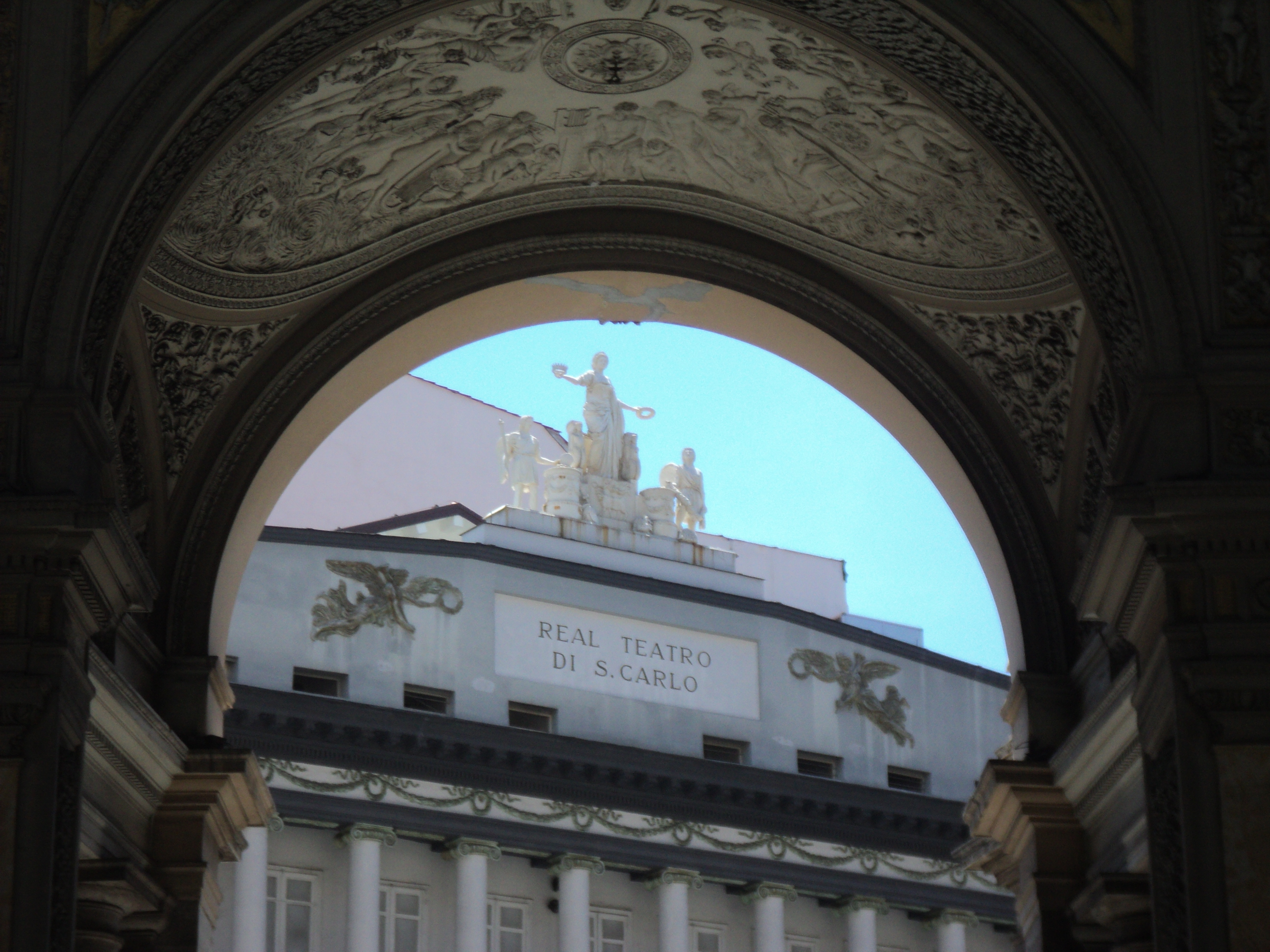
Intestazione del teatro sulla facciata esterna vista dalla Galleria Umberto I. In alto la Triade della Partenope, opera ottocentesca di Antonio Niccolini.

A Giovanni Paisiello, nel 1787, viene dato il compito di "sovrintendere all'Orchestra del San Carlo".
Nel 1799, durante la Repubblica Napoletana, il San Carlo assunse la denominazione di Teatro Nazionale di San Carlo. Una volta caduta la Repubblica, poi, ritornò alla precedente denominazione.

### Ottocento

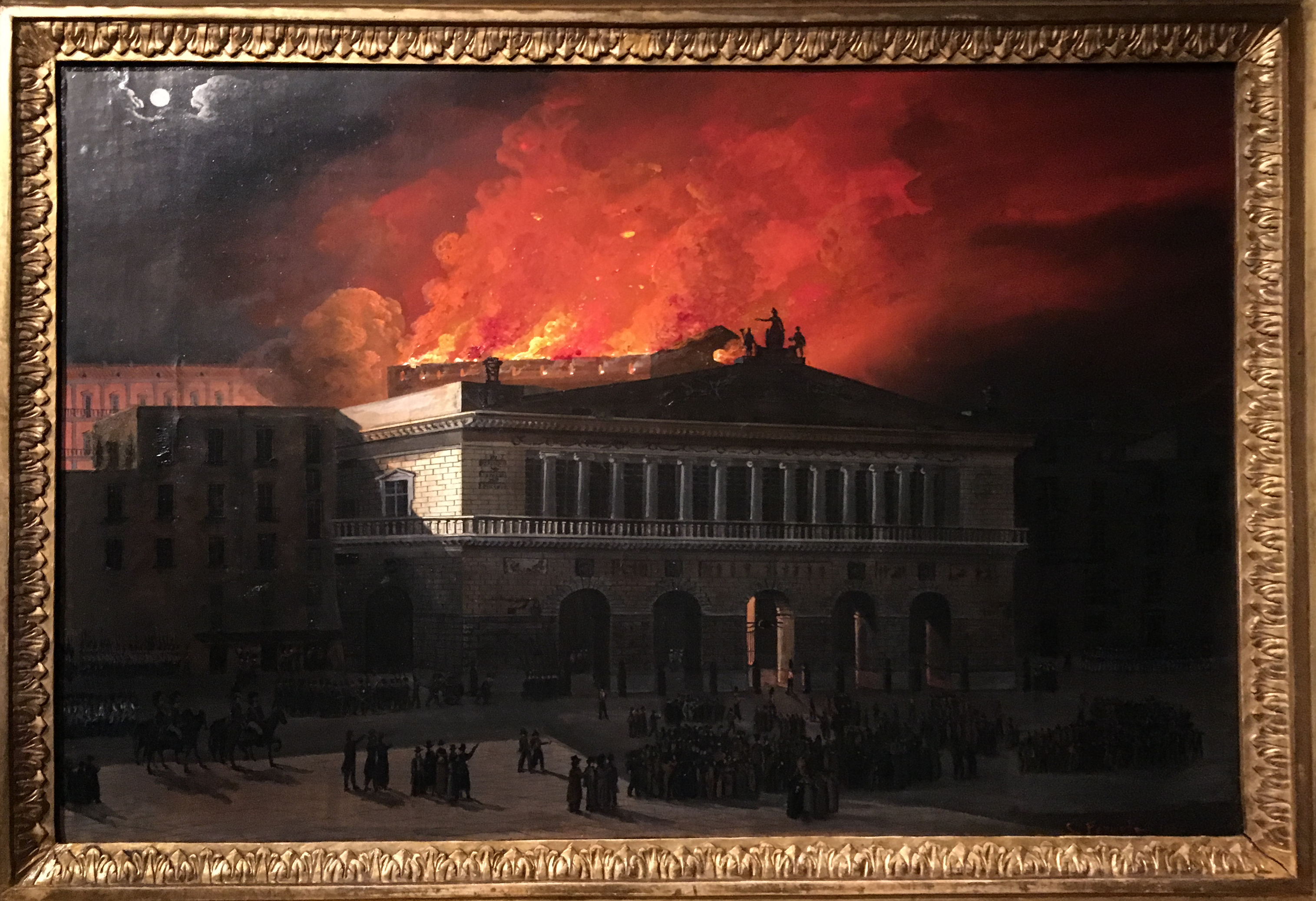
Incendio della notte del 12 febbraio 1816 in un dipinto di Salvatore Fergola.

#### La gestione di Barbaja
Gioacchino Murat ascende al trono nel 1808 e dal 7 luglio del 1809 (fino al 1840) il teatro viene gestito dall'impresario Domenico Barbaja. 
Furono quegli gli anni della ristrutturazione del San Carlo con gli importanti lavori di Antonio Niccolini che, durati due anni, diedero all'edificio l'aspetto mostrato nel ventunesimo secolo. Furono essenzialmente rivisti gli interni creando ambienti di ristoro e ricreazione e, soprattutto, fu rifatta la facciata in pieno stile neoclassico.
La nuova sala interna fu tuttavia ricostruita appena sei anni dopo (nel 1817) sempre dal Niccolini, a seguito di un incendio che la distrusse la notte fra il 12 e 13 febbraio 1816. 
I lavori ripristinarono sostanzialmente lo stato precedente del teatro anche se, proprio in quest'occasione, fu riadattata la sala interna in modo che raggiungesse i 2500 posti a sedere.

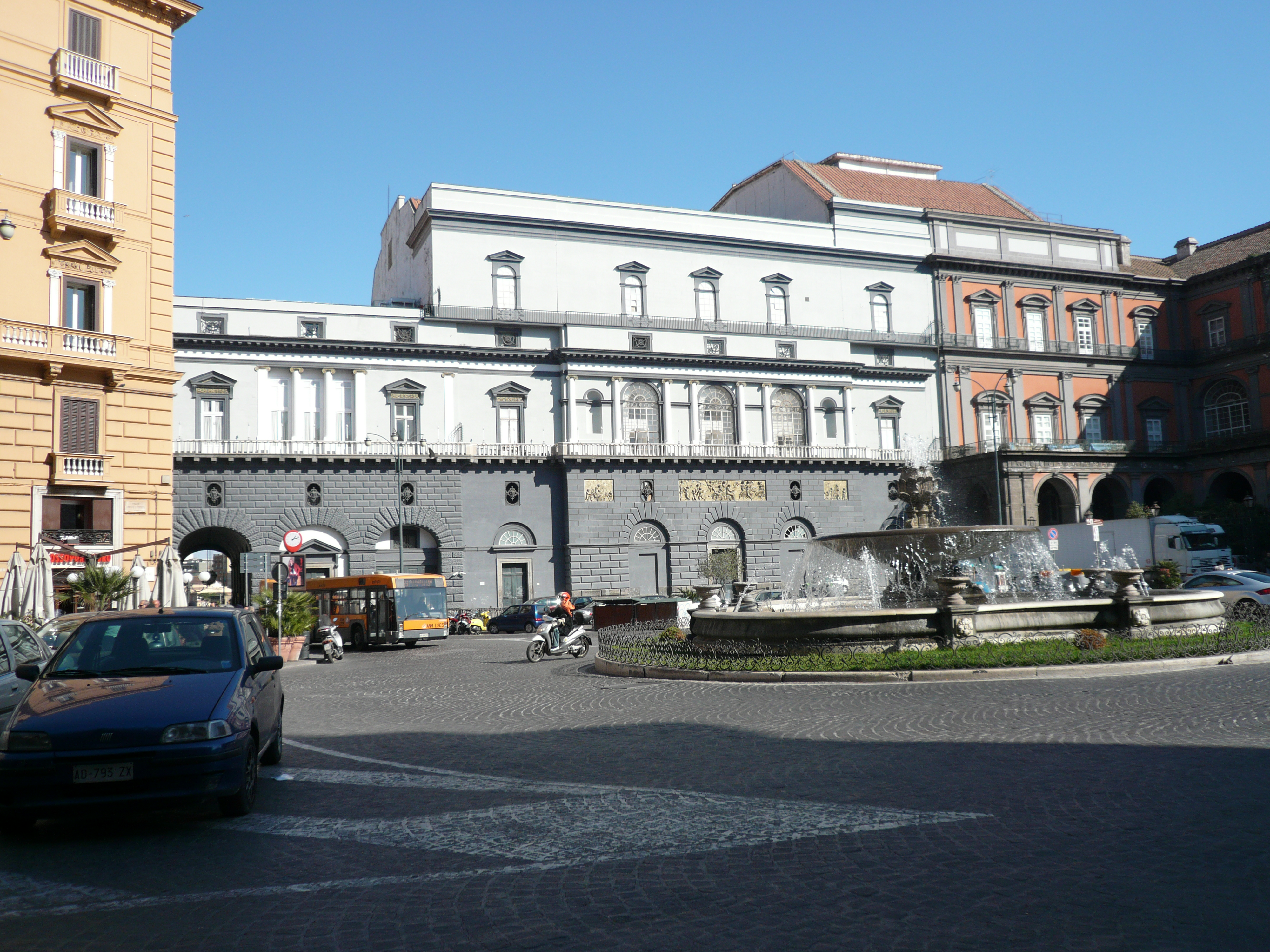
Il teatro visto da piazza Trieste e Trento.

Fu inoltre eseguita la grande tela sul soffitto di 500 metri quadrati, opera di Antonio, Giovanni e Giuseppe Cammarano che raffigura Apollo che presenta a Minerva i più grandi poeti del mondo e furono introdotti da Camillo Guerra e Gennaro Maldarelli particolari decorativi, come l'orologio nel sottarco del proscenio in cui il Tempo indica lo scorrere delle ore mentre la sirena delle arti, in basso a sinistra, tenta di trattenerle (come a dire che l'"arte non ha tempo"). La nuova riapertura fu inaugurata il 12 gennaio del 1817 con la cantata Il sogno di Partenope di Giovanni Simone Mayr, già stato al San Carlo con altri lavori tra cui la Medea in Corinto (28 novembre 1813). Nel giorno di apertura, durante il suo Viaggio in Italia, si trovò a Napoli anche Stendhal, il quale assistendo all'inaugurazione del teatro, disse:
(Stendhal, Roma, Napoli e Firenze nel 1817)

#### Le grandi stagioni di Rossini e Donizetti

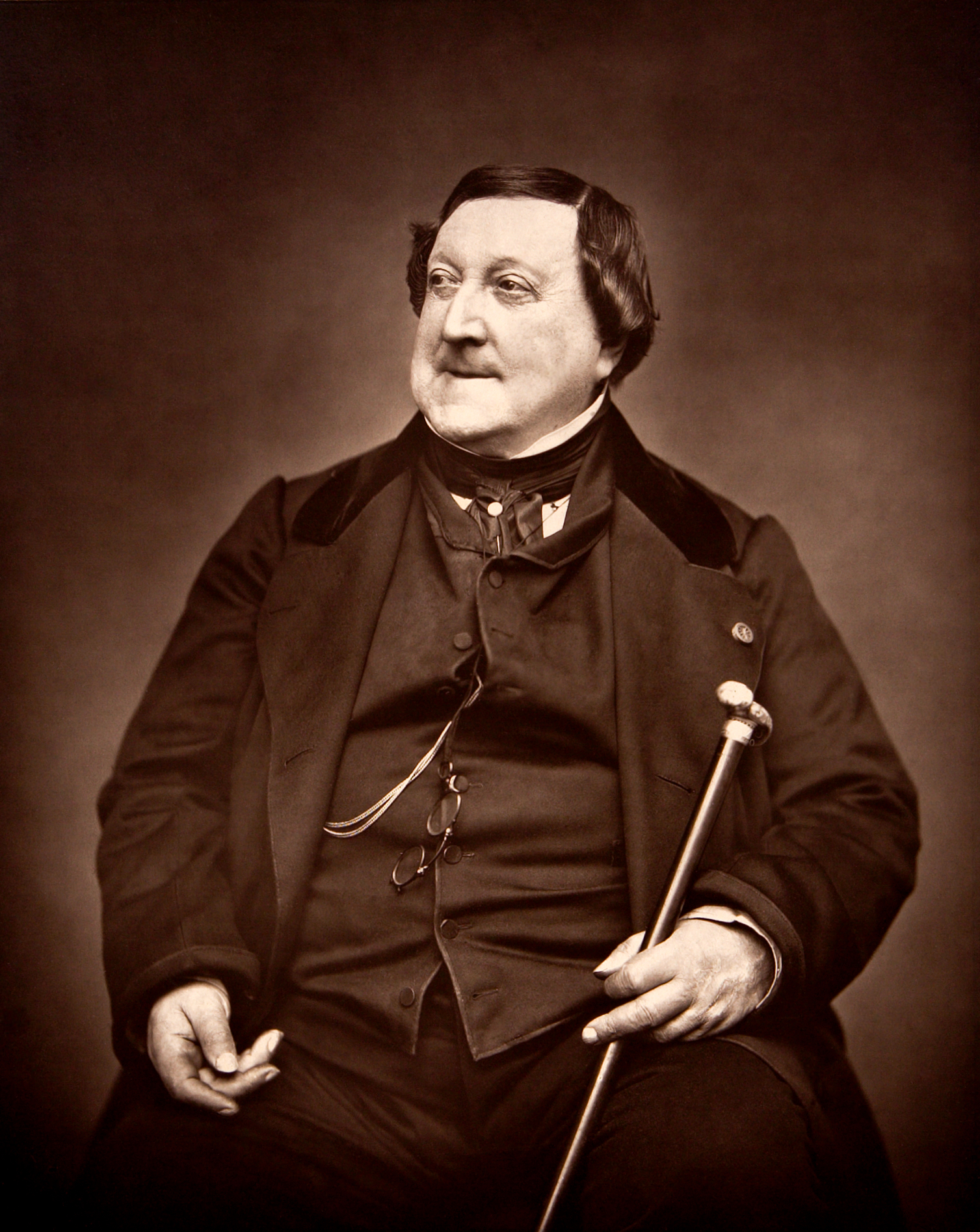
Gioachino Rossini, direttore del San Carlo dal 1815 al 1822.

Dal 1815 al 1822, il direttore musicale del teatro fu Gioachino Rossini, che in quel periodo visse una delle sue stagioni più importanti e prolifiche. Sia la presenza del Rossini sia di Mayr, nel giorno di riapertura, si doveva essenzialmente alla bravura di Domenico Barbaja, il più grande impresario d'Italia e forse d'Europa. Il legame che esisteva tra il Rossini e il Barbaja era molto forte al punto che il maestro marchigiano visse per tutto il suo periodo Napoletano nel palazzo di famiglia Barbaja. Il 4 ottobre 1815 avviene la prima assoluta di Elisabetta, regina d'Inghilterra con Isabella Colbran, Andrea Nozzari e Manuel García seguita dalle prime assolute di Armida nel 1817, Mosè in Egitto e Ricciardo e Zoraide nel 1818, Ermione nel 1819 e il successo di Zelmira nel 1822.

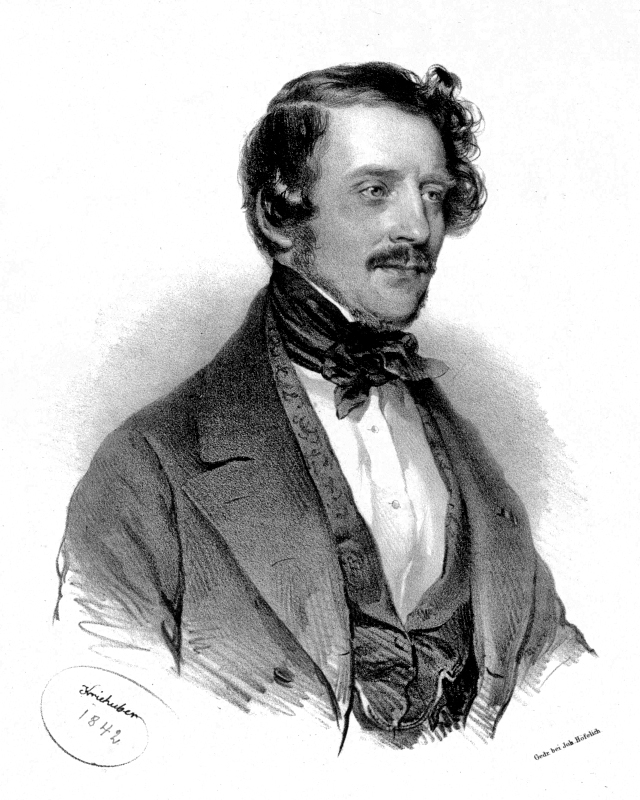
Gaetano Donizetti, direttore del San Carlo dal 1822 al 1838.

Dopo Rossini, l'incarico di direttore artistico fu affidato a Gaetano Donizetti, che mantenne l’incarico fino al 1838. Donizetti aveva stipulato un contratto con Barbaja che lo impegnava a comporre quattro opere l'anno. L'attività di Donizetti a Napoli è incessante e molte sono le prime assolute andate in scena al San Carlo o al Nuovo durante la sua attività artistica. Tra il 1823 e il 1844, infatti, al San Carlo furono presentate ben 19 opere in prima esecuzione (17 durante la sua direzione), fra cui il successo dell'Esule di Roma, di Elisabetta al castello di Kenilworth, di Fausta, Maria Stuarda, di Roberto Devereux e il capolavoro Lucia di Lammermoor (su libretto di Salvadore Cammarano) rappresentato con successo nella prima assoluta del 26 settembre 1835. Intanto, al San Carlo vi calcarono le scene anche personalità quali Niccolò Paganini nel 1819, Vincenzo Bellini che nel 30 maggio 1826 debutta con la prima assoluta di Bianca e Fernando e Saverio Mercadante che metterà in scena ben 14 prime assolute.
Nel 1825 avvenne il grande successo de L'ultimo giorno di Pompei di Giovanni Pacini con Adelaide Tosi, Giovanni David, Luigi Lablache e Michele Benedetti (basso), nel 1835 di Ines de Castro di Giuseppe Persiani con Maria Malibran e Gilbert Duprez, nel 1840 di La Vestale (Mercadante) con Domenico Reina, Paul Barroilhet e Benedetti, di L'osteria di Andujar di Giuseppe Lillo e di Saffo (Pacini) con Gaetano Fraschini, Giovanni Orazio Cartagenova e Benedetti, nel 1841 di Rolla di Teodulo Mabellini con Gaetano Fraschini e Filippo Colini e nel 1846 di La sirena di Normandia di Pietro Torregiani con la Tadolini e Fraschini.
Nel teatro napoletano all'epoca cantavano interpreti come Maria Malibran, Giuditta Pasta, Luigi Lablache, Giovanni Battista Rubini, Adolphe Nourrit e Gilbert Duprez.

#### L'epoca di Verdi

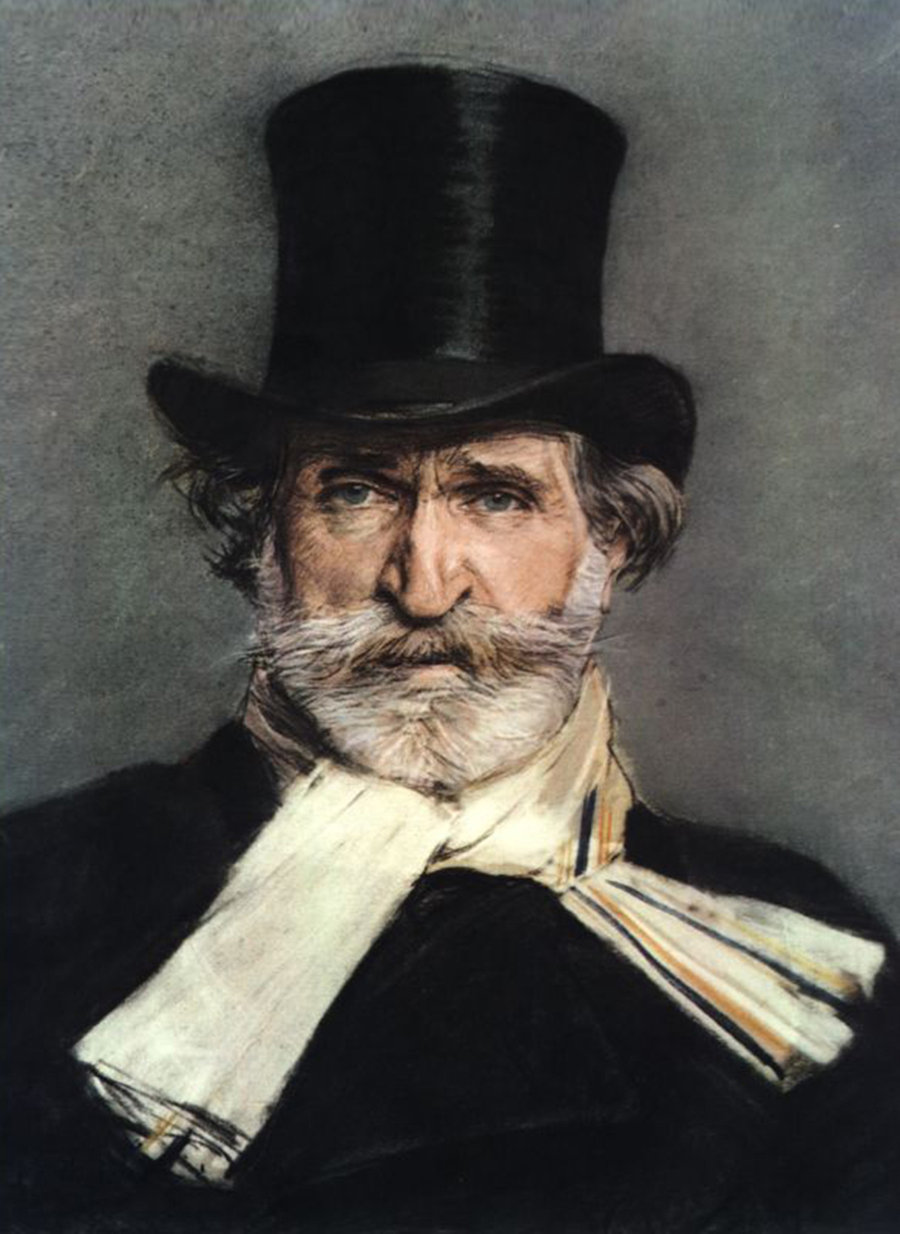
Giuseppe Verdi ritratto da Giovanni Boldini.

Durante la seconda parte del regno di Ferdinando II la morsa della censura si faceva più stretta nella vita artistica del teatro. Dopo il cambio titolo dell'opera del Bellini Bianca e Fernando in "Bianca e Gernando", vi furono altre censure che questa volta tormentarono il rapporto con Giuseppe Verdi. Fu, infatti, inizialmente proibita la messa in scena di due importanti opere verdiane, quali Il trovatore nel 1853 e Un ballo in maschera (con il nome di "Una vendetta in domino") nel 1859; quest'ultima, commissionata proprio dall'impresario del San Carlo, a causa del rifiuto del compositore di accogliere le modifiche imposte dai censori, andò in scena a Napoli solo nel 1862, dopo la prima romana del 17 febbraio 1859 al Teatro Apollo, con il nuovo titolo e altre modifiche. Nonostante tutto, il rapporto con Verdi fu abbastanza importante; furono infatti ospitate diverse opere del compositore emiliano: Oberto, Conte di San Bonifacio nel 1841, Ernani (con il nome "Il corsaro di Venezia") nel 1846, il Nabucco nel 1848, l'Attila, I Lombardi alla prima crociata nel 1848, l'Aida con Teresa Stolz nel 1872 e le prime assolute dell'Alzira nel 1845 e della Luisa Miller nel 1849.

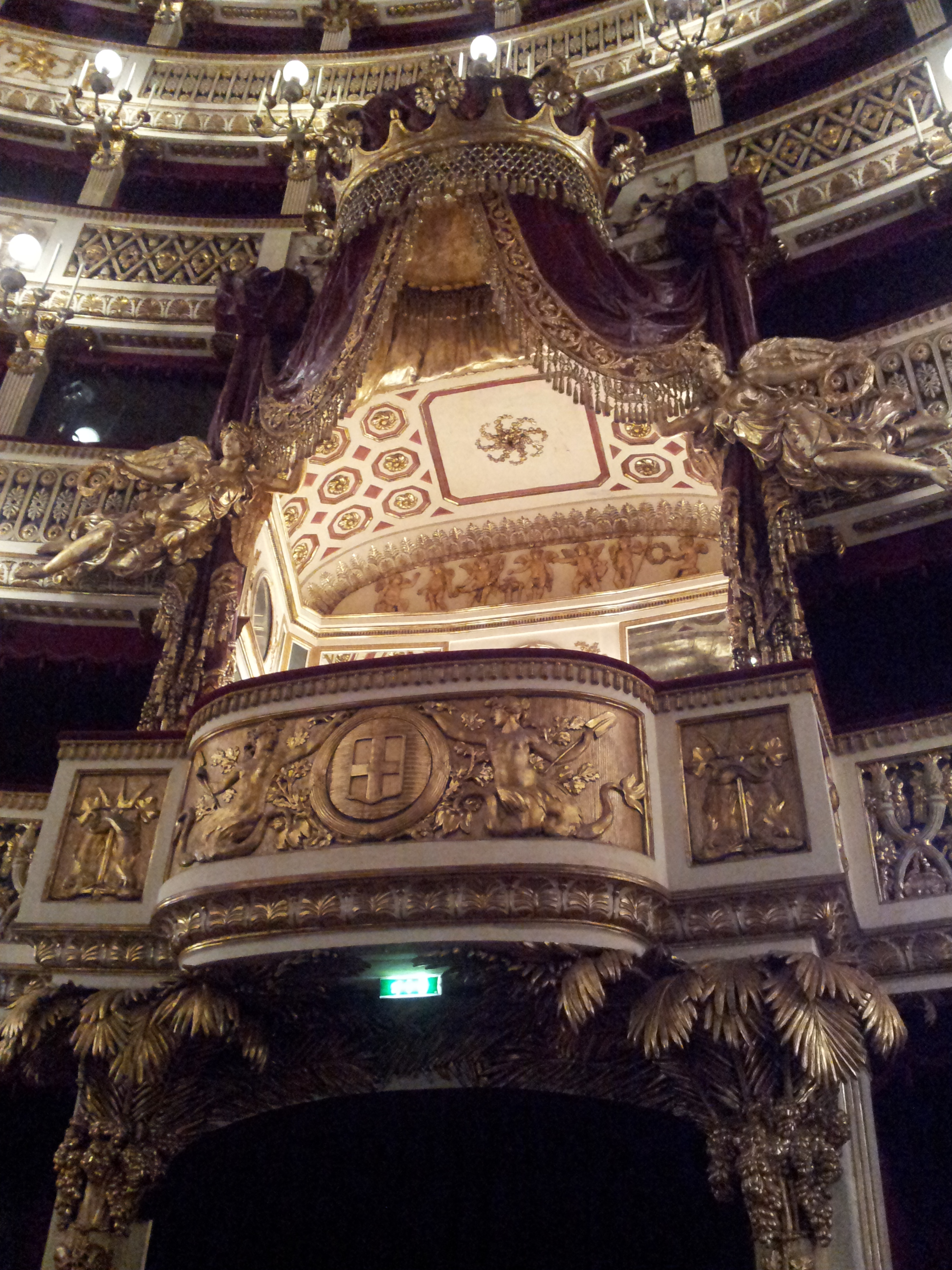
Particolare del palco reale. In primo piano lo stemma reale di Casa Savoia, aggiunto dopo l'Unità d'Italia.

Nel 1846 avviene la prima assoluta di Orazi e Curiazi di Mercadante.
Nel 1851 avviene il successo della prima assoluta di Folco d'Arles di Nicola De Giosa con Eugenia Tadolini e Achille De Bassini e nel 1854 di Marco Visconti di Errico Petrella con Rosina Penco, Adelaide Borghi-Mamo e Gaetano Fraschini.
Sempre intorno alla metà dell'Ottocento risale il sipario con l'Omero e le Muse tra i poeti (1854) di Giuseppe Mancinelli e Salvatore Fergola. Nel 1859, fu eseguita la cantata Danza Augurale, composta da Nicola Sole con musiche di Mercadante, per celebrare l'ascesa al trono di Francesco II di Borbone e il matrimonio con Maria Sofia di Baviera.
Nel 1862 avviene il successo della prima assoluta di Caterina Blum di Enrico Bevignani con Maria Spezia Aldighieri e nel 1867 di Berta di Varnol di Pacini diretta da De Giosa con Luigia Bendazzi.
Tuttavia a cavallo tra XIX e XX secolo, si registrano diverse importanti direzioni d'orchestra come quelle del "wagneriano" Giuseppe Martucci come il Lohengrin del 1881, Tannhäuser del 1889, Die Walküre del 1895, Tristano e Isotta (opera) del 1907 con Amelia Pinto e Giuseppe Borgatti e Il crepuscolo degli dei del 1908, nonché opere di compositori del calibro di Puccini, Mascagni, Leoncavallo, Giordano, Cilea e Alfano.
Nel 1900 va in scena Tosca.
Nel 1909 avviene il successo della prima assoluta di La Perugina di Edoardo Mascheroni con Carlo Galeffi.
Dal 1911 al 1915 vi diresse Vittorio Gui.

### Il Novecento e il nuovo millennio
L'attività del teatro nella prima metà del XX secolo, seppur fortemente segnata dai due conflitti bellici che causarono tra le altre cose anche diversi danni alla struttura, risulta risentire della tendenza che impazza nella scena musicale internazionale. Infatti, i grandi tenori, musicisti e i direttori d'orchestra, hanno nel tempo preso il posto alle composizioni.

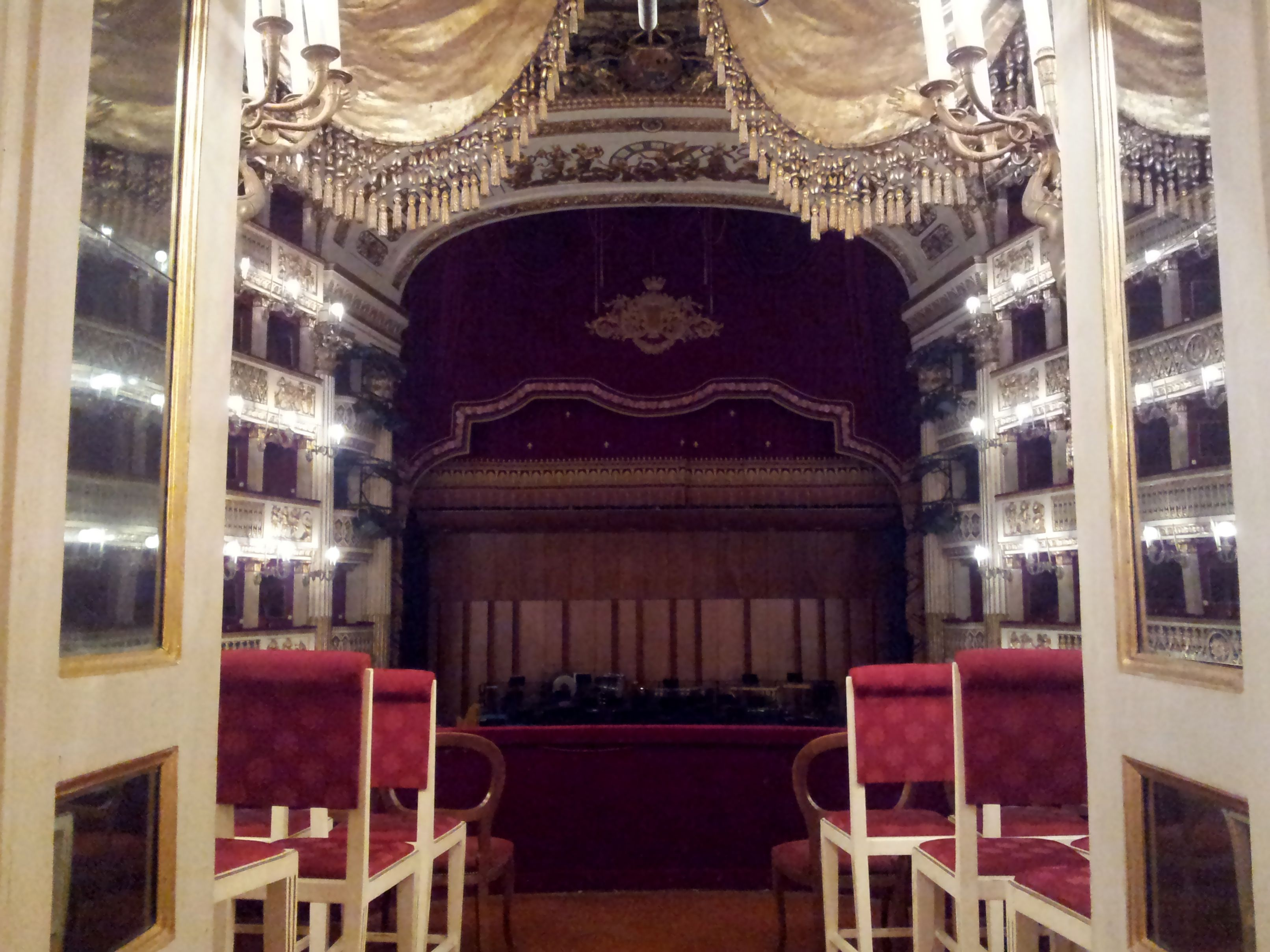
Scorcio dell'interno dal palco reale.

Nella prima metà del secolo, su disegno di Michele Platania, fu creato un foyer sul lato che dà ai giardini del palazzo reale. Rifatto dopo la seconda guerra mondiale (in quanto distrutto durante i bombardamenti nel 1943), l'ambiente oltre ad accogliere gli spettatori durante gli intervalli delle opere, viene utilizzato anche come sala in cui si tengono piccoli concerti musicali o vocali, riunioni, eventi o cene di gala.
Dopo la seconda guerra mondiale, il Teatro fu il primo in Italia a riaprire.
Il 26 dicembre 1949 Karl Böhm dirige la prima di Wozzeck di Alban Berg con Tito Gobbi, Petre Munteanu e Mario Petri.
Nel 1960 avviene la prima italiana di Der Mond ("La luna") di Carl Orff.
Dalla seconda metà del Novecento si registrano importanti lavori di ristrutturazione e ammodernamento dell'impianto avviati con il ripristino dei palchi e la posa in cotto levigato nel 1987, seguiti dai lavori dell'89 che portarono il numero degli spettatori, fino ad allora 3285, a ridursi per rispettare le moderne norme sulla sicurezza. Il cantiere durò poco più di sei mesi e l'apertura del 19 aprile 1990 vide la rappresentazione della Carmina Burana di Carl Orff. I lavori del 2009 sono invece durati circa 5 mesi ed hanno avuto un costo complessivo di 50 milioni di euro Hanno visto il rifacimento di foyer, bagni, scale e vani ascensori e il supporto tecnologico della multinazionale Mapei. L'opera andata in scena nel giorno di riapertura del teatro fu questa volta il Peter Grimes di Benjamin Britten, diretto da Paul Curran.

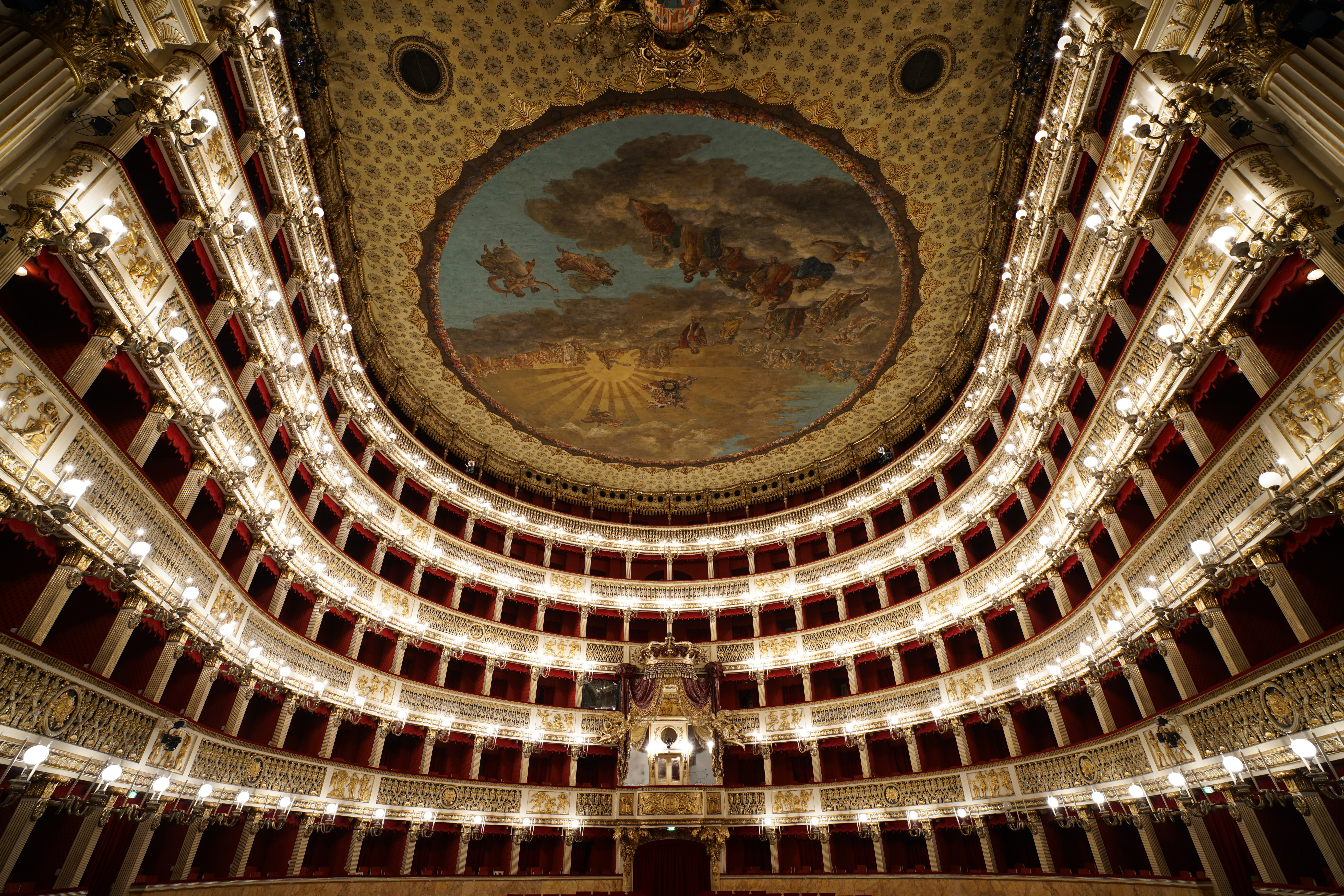
Vista verso il palco reale.

Tra i cantanti che sono andati in scena al San Carlo nell'ultimo secolo si ricordano i tenori Fernando De Lucia, Beniamino Gigli, Ferruccio Tagliavini, Luciano Pavarotti, Plácido Domingo, José Carreras, Giacomo Lauri-Volpi, Tito Schipa, Enrico Caruso (che proprio al San Carlo tenne la sua ultima discussa esibizione napoletana), Giuseppe Di Stefano, Alfredo Kraus, Mario Del Monaco, Franco Corelli e Alfredo Vernetti, Luca Lupoli; i soprani Renata Tebaldi, Maria Callas, Magda Olivero, Maria Caniglia e Toti Dal Monte, Raina Kabaivanska, Leyla Gencer, Anna Moffo, Mirella Freni, Montserrat Caballé; i mezzosoprani Giulietta Simionato, Grace Bumbry, Shirley Verrett,  Fiorenza Cossotto e Ebe Stignani; i baritoni Piero Cappuccilli, Renato Bruson, Leo Nucci.
Negli ultimi anni vengono spesso scritturati alcuni tra i migliori cantanti del nuovo panorama musicale, come Anna Netrebko, Maria Agresta, Sondra Radvanovsky, Jonas Kaufman, Vittorio Grigolo, Elina Garanca e Cecilia Bartoli.
Tra gli strumentisti che si sono esibiti al San Carlo vi sono: Jascha Heifetz, Fritz Kreisler, Arturo Benedetti Michelangeli, Maurizio Pollini, Salvatore Accardo, Gidon Kremer, Aldo Ciccolini, Mischa Maisky, Arthur Rubinstein, Jacqueline du Pré, Pau Casals, Claudio Arrau, eccetera.
Tra i direttori d'orchestra invece figurano: Arturo Toscanini, Igor' Fëdorovič Stravinskij, Leonard Bernstein, Wolfgang Sawallisch, Ferenc Fricsay, Hermann Scherchen, André Cluytens, Dimitri Mitropoulos, Riccardo Muti, Claudio Abbado, Ferruccio Busoni, Giuseppe Sinopoli, Carlo Maria Giulini, Sergiu Celibidache, Herbert von Karajan, Wilhelm Furtwängler, Karl Böhm, Zubin Mehta, Fabio Luisi, Daniel Oren, Vincenzo Bellezza e diversi altri.

## Architettura
(Margaret d'Inghilterra, in una visita al Teatro in occasione del 250º anniversario dalla fondazione)

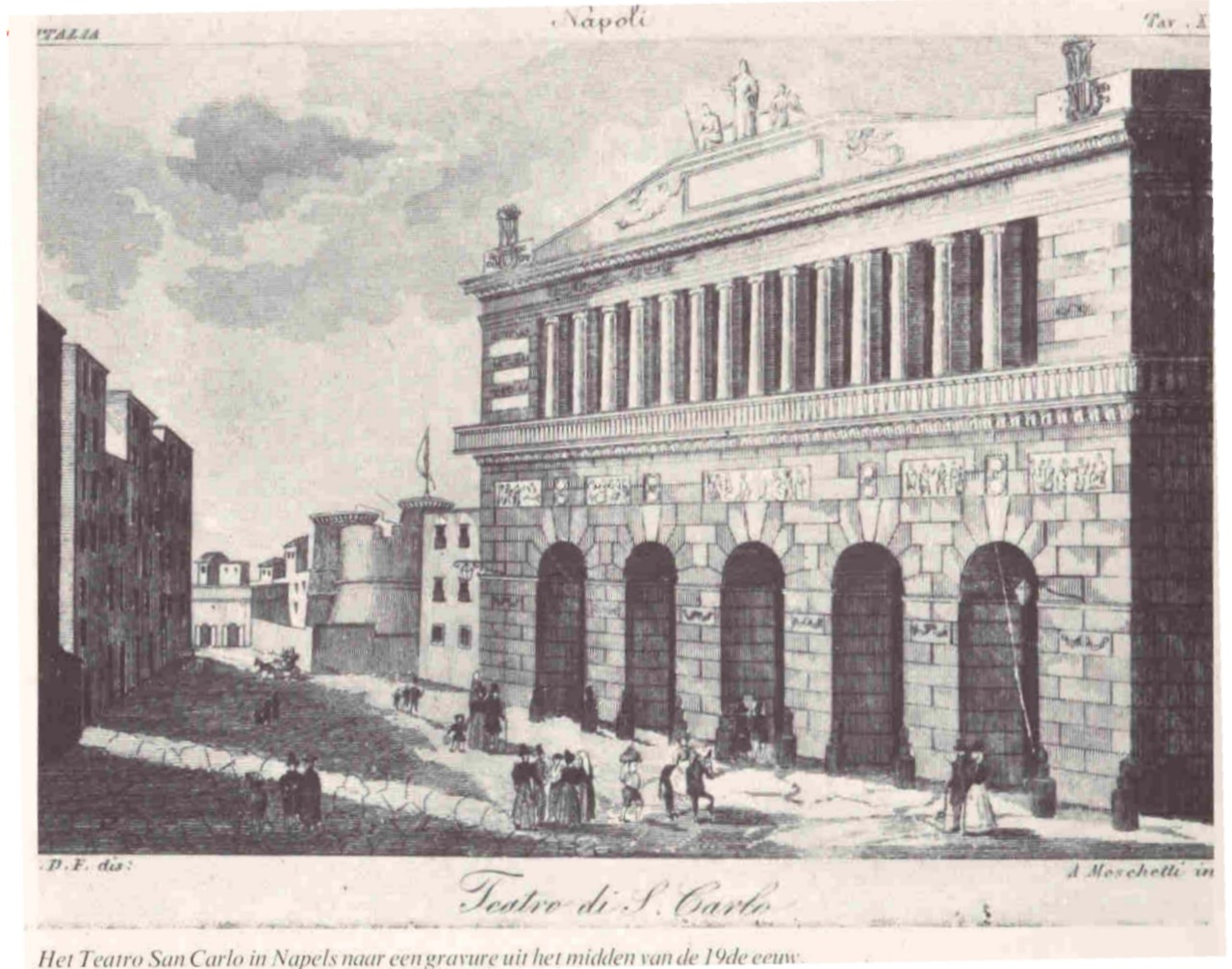
La facciata in un'antica stampa.

Il Teatro, costruito su progetto di Giovanni Antonio Medrano, Colonnello Brigadiere architetto e ingegnere italiano di stanza a Napoli e primo architetto della corte borbonica; nella direzione dei lavori fu affiancato da Angelo Carasale, già direttore del teatro San Bartolomeo. Il teatro, sorge addossato al lato nord del palazzo reale col quale è comunicante mediante una porta che si apre proprio alle spalle del palco reale, in modo che il re potesse recarsi agli spettacoli senza dover scendere in strada. I lavori, ultimati in circa otto mesi a un costo complessivo di 75.000 ducati, videro la realizzazione di una sala lunga 28,6 metri e larga 22,5 metri con 184 palchi disposti in sei ordini, più un palco reale capace di ospitare dieci persone, per una capienza complessiva all'epoca di 1379 posti. Il progetto introduce la pianta a ferro di cavallo, la più antica del mondo, modello per il teatro all'italiana. Su questo modello furono costruiti i successivi teatri d'Italia e d'Europa, tra gli altri, il teatro di corte della reggia di Caserta che diventerà il modello di altri teatri italiani come il Teatro alla Scala di Milano.

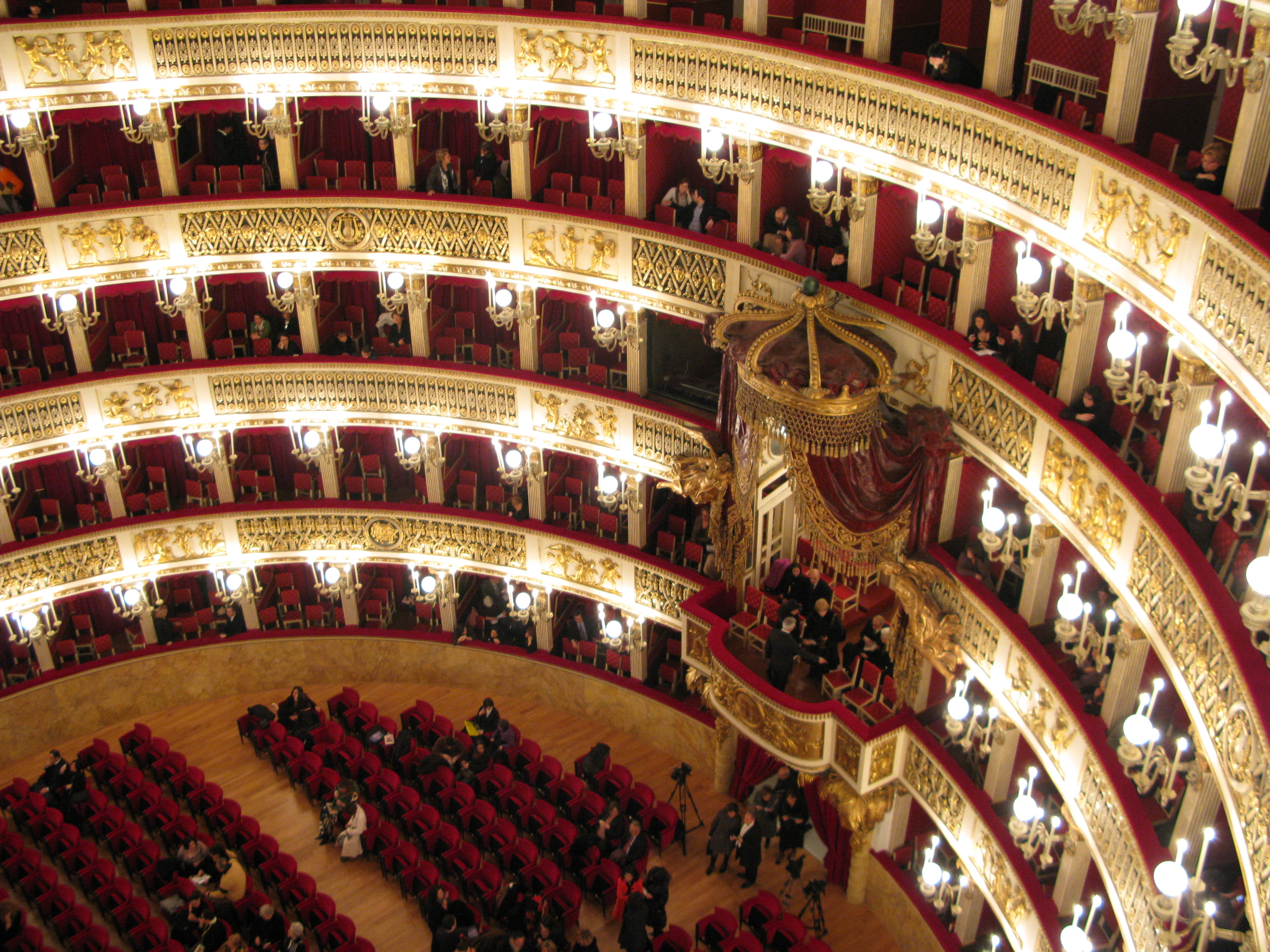
Interno del teatro, la platea, i primi quattro ordini di palco e il palco reale.

Nel 1767 Ferdinando Fuga eseguì gli interventi di rinnovamento in occasione del matrimonio di Ferdinando IV con Maria Carolina e nel 1778 ridisegnò il boccascena.
Nel 1797 fu realizzato un restauro delle decorazioni della sala per opera di Domenico Chelli.
Ogni palco del teatro ha in una delle pareti laterali uno specchio adeguatamente inclinato per riflettere il palco reale. Il motivo di ciò è che nessun spettatore poteva applaudire o chiedere un bis prima che lo facesse il Re. Se non c'era il Re allora il diritto di "primo applauso" spettava alla Regina, poi al principe di Maddaloni, altrimenti al principe di Sirignano e così via secondo una rigida etichetta. Lo specchio dunque serviva proprio ad osservare cosa facessero le massime personalità presenti nel teatro.
Solo il loggione non aveva specchi; era quindi libero e privo di qualsiasi tipo di condizionamento.
Nel 1809 Gioacchino Murat incaricò l'architetto toscano Antonio Niccolini per il progetto della nuova facciata principale che fu eseguita in stile neoclassico traendo ispirazione dal disegno di Pasquale Poccianti per la villa di Poggio Imperiale di Firenze.
Il teatro fu ricostruito in soli nove mesi su progetto dello stesso Niccolini, dopo un incendio che lo distrusse nella notte del 13 febbraio 1816. La ricostruzione lo restituì alla città nelle sembianze attuali, eccetto i colori che continuarono a essere quelli originari del 1737. Questi, capaci di donargli un aspetto ancora più atipico di quello contemporaneo, vedevano le decorazioni in argento brunito con riporti in oro (nel ventunesimo secolo tutte in oro) mentre i palchi così come il velario e il sipario, in azzurro (in seguito rossi); questi tutti colori ufficiali della Casa Borbonica. Solo il palco reale era rosso “pallido” (così lo definì Stendhal), prima che diventasse rosso fuoco tutta la tappezzeria del teatro. I cambiamenti avuti nel 1816 riguardarono: il palcoscenico, che fu ampliato fino a superare per grandezza la platea; il soffitto, che fu sollevato rispetto al velario del Cammarano eseguito nella stessa occasione; infine fu aggiunto il proscenio.

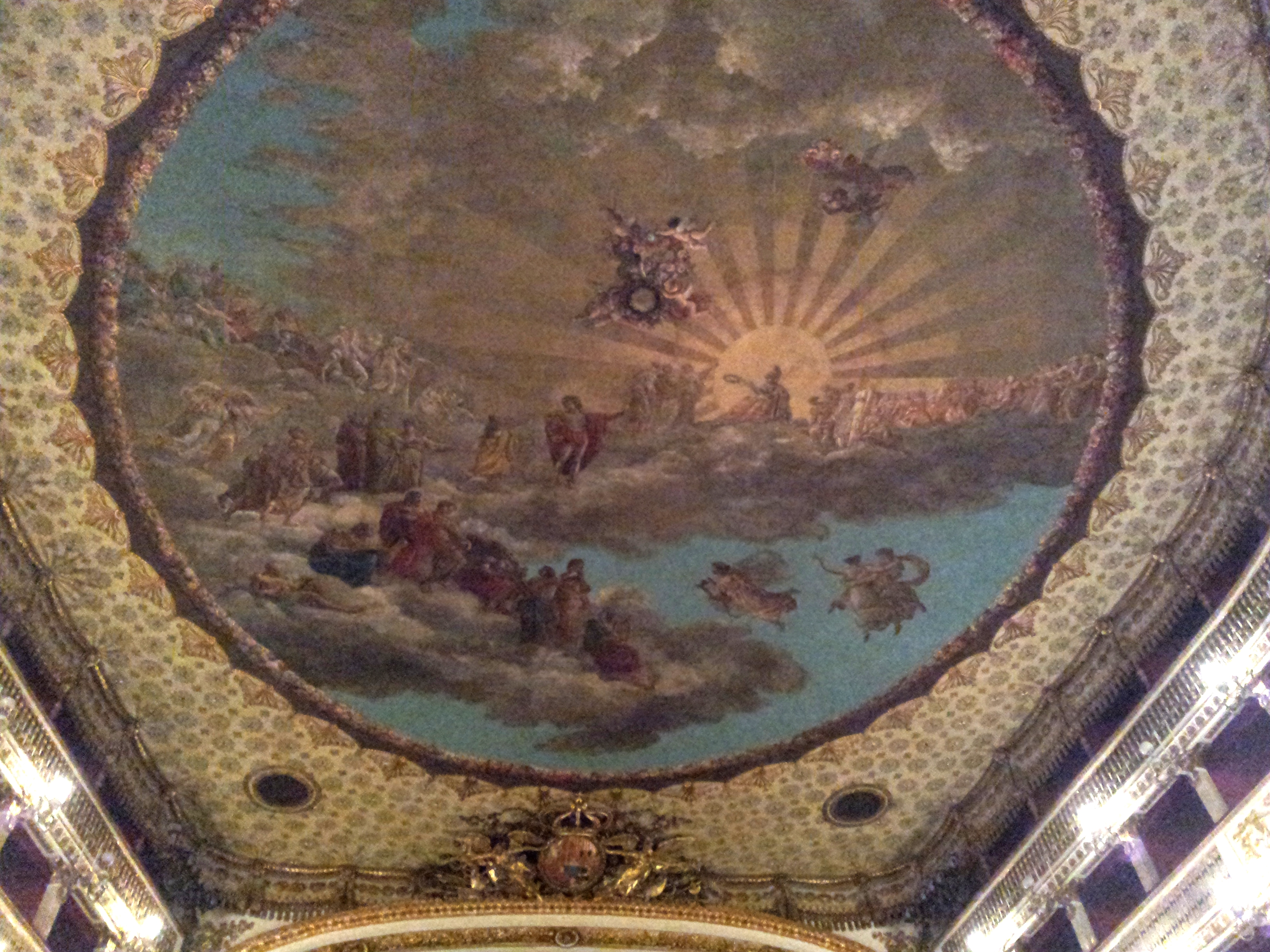
La grande tela del soffitto. Nella scena, Apollo indica ad Atena (rappresentata nel Sole) le arti. Tra le figure vi sono anche quella di Dante (in verde) con avanti a lui Beatrice, Virgilio e infine Omero (OSSAS).

Nel 1834 fu avviato un nuovo restauro per opera del medesimo Niccolini. Per scelta di Ferdinando II, nel 1844-45, i colori autentici in azzurro e argento-oro furono sostituiti con l'abbinamento rosso e oro, tipico dei teatri d'opera europei. Francesco Gavaudan e Pietro Gesuè, con la demolizione della Guardia Vecchia, realizzarono il prospetto occidentale, verso il palazzo veale.
Nel 1872, su suggerimento di Giuseppe Verdi, fu costruito il "golfo mistico" per l'orchestra; al 1937 invece risale il foyer collegato, tramite uno scalone monumentale a doppia rampa, ai giardini reali dell'adiacente palazzo. Distrutto durante i bombardamenti di Napoli del 1943, nell'immediato dopoguerra fu rifatto così com'era.
Il 27 marzo 1969 il gruppo scultoreo niccoliniano della Partenope, presente sull'acroterio centrale del frontone della facciata principale, si sgretolò a causa di un fulmine e delle infiltrazioni piovane: tale avvenimento rese necessario rimuoverne una parte. Nei primi anni settanta, dopo un incendio della copertura, fu rimosso anche quanto sopravvissuto dell'originale gruppo scultoreo in muratura e stucco.

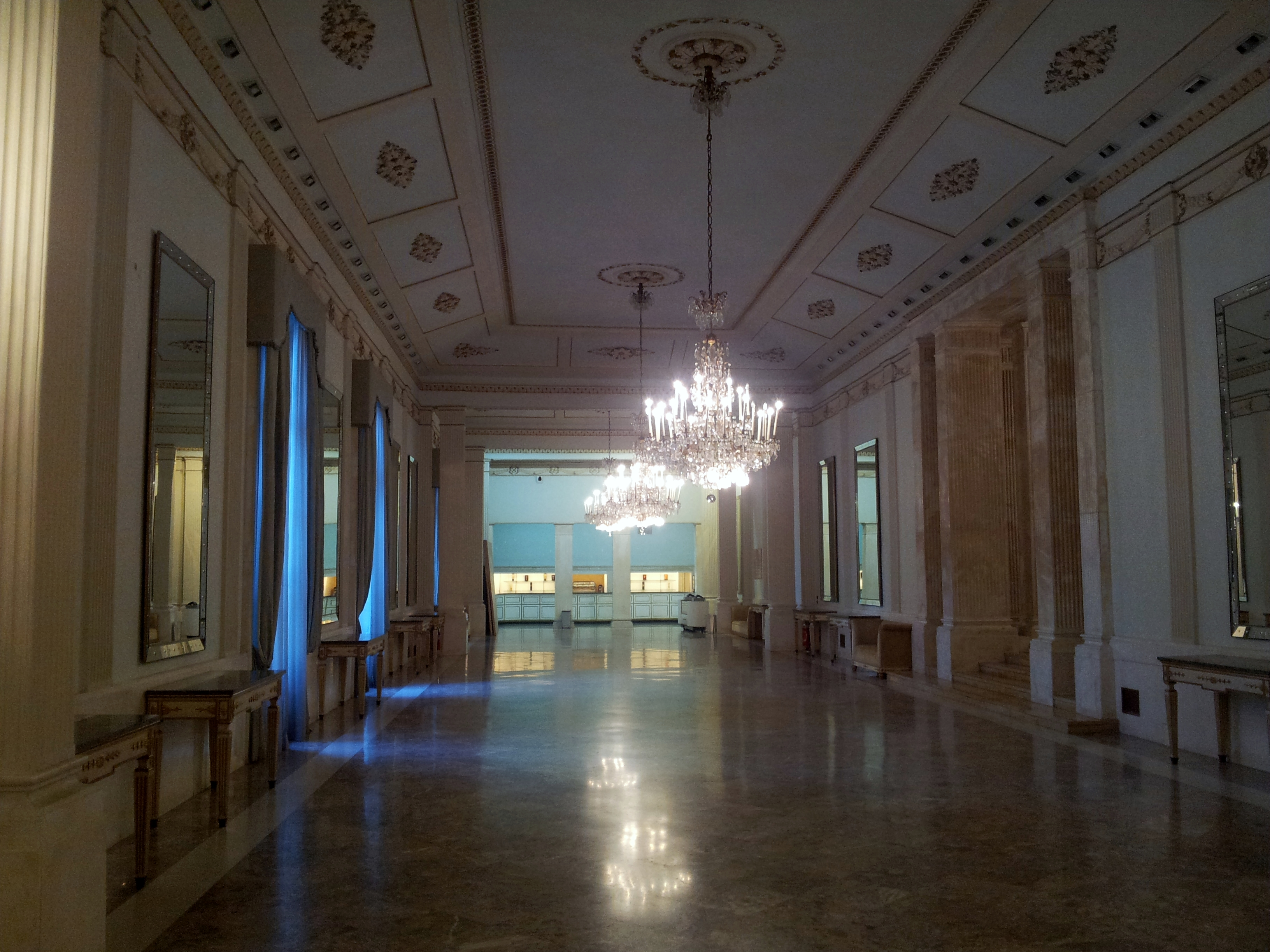
Il foyer del 1937.

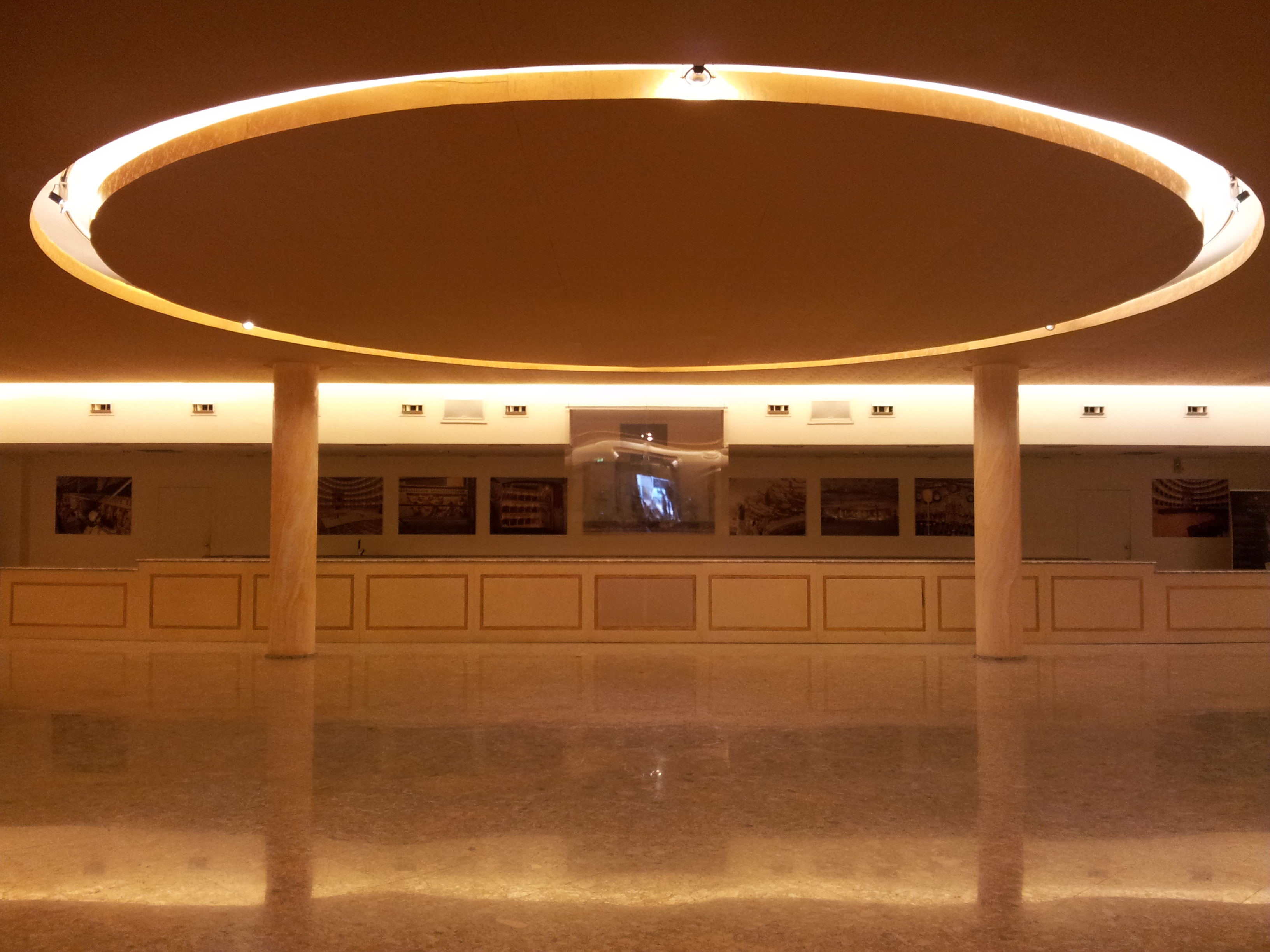
Il nuovo foyer.

Nel 1980, fu ripristinato lo stemma del Regno delle Due Sicilie sotto l'arco del proscenio, sostituendo così quello sabaudo voluto dai re del neonato regno d'Italia in seguito all'unità. In effetti, durante alcune operazioni di pulitura, si scoprì che lo stemma sabaudo era semplicemente sovrapposto allo stemma originale e distaccato da questo con apposito spessore.
L'11 gennaio 2007, dopo otto lustri, la Triade della Partenope fu ristrutturata e pronta a ergersi nuovamente sulla sommità dell'edificio, grazie all'iniziativa dell'associazione culturale Mario Brancaccio, su progetto di ripristino dell'architetto Luciano Raffin.
Il 23 gennaio 2009 il teatro di San Carlo è stato restituito alla città. I lavori di ristrutturazione e restauro, coordinati dall'architetto Elisabetta Fabbri, sono durati cinque mesi: da luglio 2008 a dicembre dello stesso anno. È stato costruito un nuovo foyer al di sotto della sala teatrale; la sala stessa è stata restaurata, con la completa pulizia di tutti i rilievi decorativi, gli ori, la cartapesta e le patine meccate. È stato inoltre aggiunto un impianto di climatizzazione per il quale il flusso dell'aria è immesso nella platea attraverso una bocca posizionata al di sotto di ognuna delle 580 poltrone e in ogni singolo palco della sala. Il restauro della tela di 500 metri quadrati, posta a decoro del soffitto della sala, ha richiesto l'impiego di circa 1500 chiodi e 5000 siringate per il fissaggio della pellicola pittorica. Inoltre sono state interamente sostituite le poltrone della platea, la quale ha subito anche un intervento per il miglioramento della visuale degli spettatori e dell'acustica, già giudicata straordinaria prima dell'intervento.

## Acustica
L'acustica del San Carlo è stata considerata pressoché perfetta sin dalla sua edificazione. L'evento che ha determinato più considerevolmente il raggiungimento di questo risultato tuttavia si ha nel 1816, quando il soffitto del teatro viene sollevato rispetto al passato
I lavori di Niccolini e di Cammarano quindi videro la creazione del velario (la tela di Cammarano) in una posizione sottoelevata rispetto al tetto. Questo meccanismo fa sì che si crei una sorta di camera acustica, come se ci fosse un enorme tamburo sopra la platea.
Inoltre, la perfezione dell'acustica è dovuta al fatto che essa non si altera in base alla posizione degli spettatori (platea, palchi, loggione).
Fattori determinanti nel risultato sono anche le balaustre, non lisce, e gli elementi decorativi interni, la serie di piccole increspature. I materiali e le tecniche di esecuzione di questi particolari donarono al teatro la capacità di assorbire il suono, senza che questo venisse riflesso con la conseguenza di avere un brutto riverbero.

## L'Orchestra sancarliana

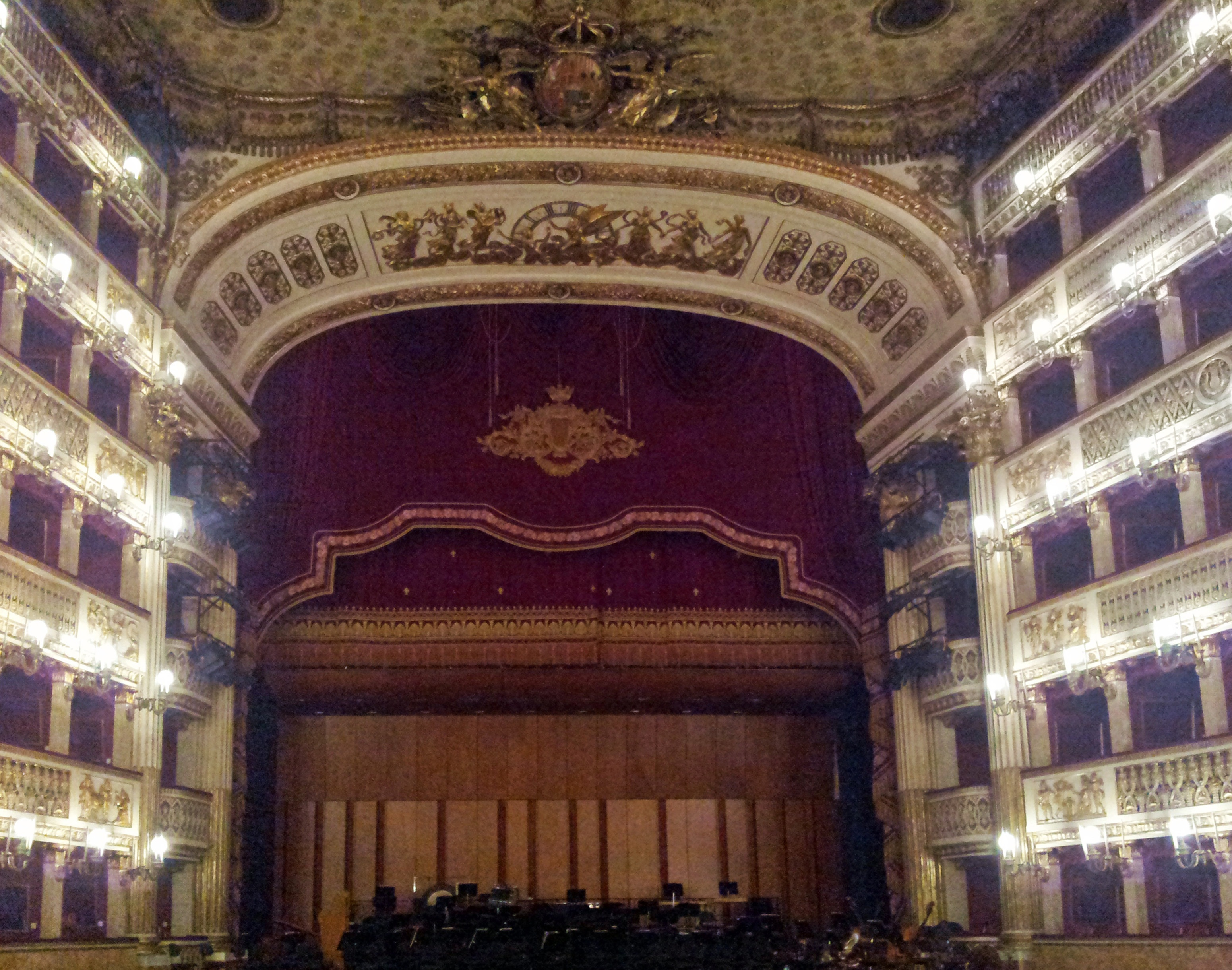
Il palcoscenico.

L'Orchestra del San Carlo nasce insieme alla Fondazione nel 1737 per eseguire l'Achille in Sciro, opera inaugurale del teatro; negli anni ha sempre avuto un'impostazione teatrale, destinata a prime rappresentazioni di opere scritte, tra gli altri, da Gioachino Rossini, Vincenzo Bellini, Gaetano Donizetti e Giuseppe Verdi. In particolare il solo ed unico Quartetto d'archi di Verdi fu composto per l'Orchestra del Massimo napoletano, il cui manoscritto è ancora conservato presso il conservatorio di San Pietro a Majella. Se fino alla fine dell'Ottocento al San Carlo si sono susseguiti ospiti solisti e complessi ospiti (spesso stranieri), è nel 1884 che comincia la tradizione sinfonica, con la direzione di un giovane Giuseppe Martucci che eseguì un programma composto da musiche di Weber, Saint-Saëns e Richard Wagner. Da Martucci si susseguono grandi direttori come Arturo Toscanini (1909), Victor de Sabata (1928), e compositori come Ildebrando Pizzetti e Pietro Mascagni. L'8 gennaio 1934 è Richard Strauss a dirigere l'ensemble del Teatro, con l'esecuzione di brani esclusivamente di propria composizione.
Dopo la seconda guerra mondiale, a dirigere l'Orchestra si susseguono assiduamente nomi quali Vittorio Gui, Tullio Serafin, Gabriele Santini, Gianandrea Gavazzeni fra gli italiani e Karl Böhm, Ferenc Fricsay, Hermann Scherchen, André Cluytens, Hans Knappertsbusch, Dimitri Mitropoulos fra gli stranieri, con Igor' Fëdorovič Stravinskij nell'ottobre del 1958. Il decennio successivo vede invece la direzione di due giovani emergenti: Claudio Abbado al suo esordio nel 1963 e Riccardo Muti nel 1967.

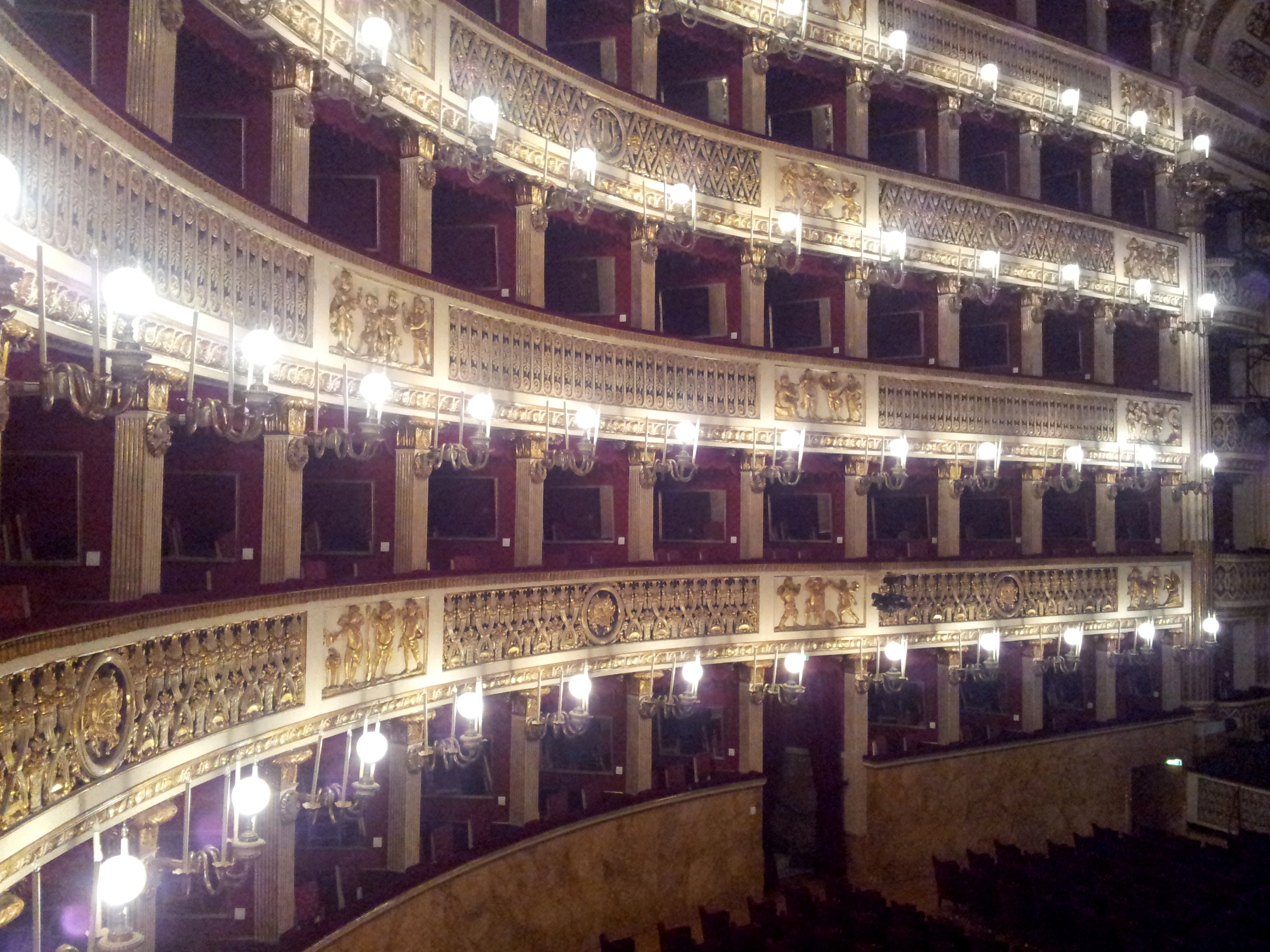
Particolare dell'architettura a ferro di cavallo (lato sinistro).

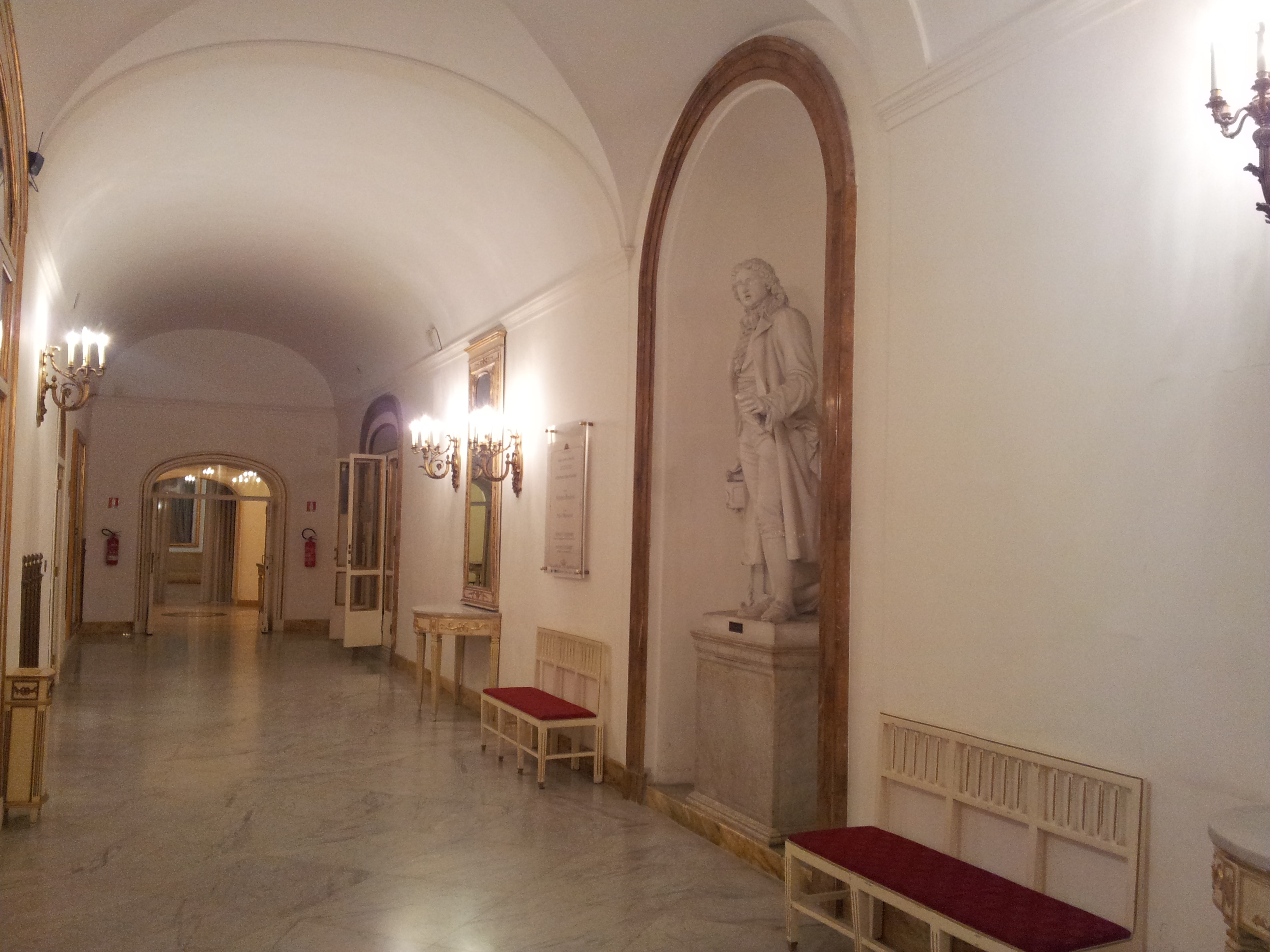
Uno dei corridoi che anticipa l'ingresso alla platea.

Il San Carlo è il primo Teatro italiano a recarsi all'estero, dopo la seconda guerra mondiale (la quale comunque lo lascia strutturalmente quasi intatto). Nel 1946 l'ensemble è al Covent Garden di Londra, nel 1951 al Festival di Strasburgo e all'Opéra di Parigi per le celebrazioni dei 50 anni dalla morte di Verdi. Oltre a ciò, dopo il Festival delle Nazioni a Parigi nel 1956, e quello di Edimburgo nel 1963, il San Carlo incomincia un tour brasiliano nel 1969; inoltre è a Budapest nel 1973, a Dortmund nel 1981, a Wiesbaden nel 1983, 1985 e 1987, oltre che con Il Flaminio di Giovanni Battista Pergolesi a Charleston (Carolina del Sud) e a New York.
Dopo la lunga, prestigiosa sovrintendenza del Comm.Pasquale di Costanzo, conclusasi nel 1973, il Teatro visse un periodo di declino, terminato alla fine del 1978, con la chiusura temporanea di due settimane e commissariamento.
Reparti come scenografia, sartoria, ballo, non funzionavano più; l’orchestra era sotto organico e neanche funzionava bene; il coro, dignitosamente. Il commissario Carlo Lessona, nominò Direttore Artistico e Direttore Musicale della orchestra il Maestro Elio Boncompagni, allora direttore alla Opera Reale di Stoccolma. L’orchestra fu riportata al suo organico di base, aumentandolo a 107 unità. Tutti i reparti del Teatro furono riattivati: un impegno fondamentale fu la realizzazione di una nuova Tetralogia di Richard Wagner col più famoso scenografo di allora, Günter Schneider-Siemssen. Nonostante il terremoto dell’ottobre 1980, il Teatro rimase in funzione con due spettacoli per Napoli del Ballet du XXème Siècle di Maurice Béjart dal 29 novembre al 5 dicembre 1980. In questo periodo che va fino alla metà del 1982, furono prodotte delle “prime” per il Teatro San Carlo, (Jenufa di Janàcec, La clemenza di Tito di Mozart, The Rake’s progress di Strawinskj), la “prima mondiale” del Te Deum per Papa Voityla di Penderecki, tre concerti col mitico Mitislav Rostropovič. Celebrità come Riccardo Muti, Claudio Abbado, Plácido Domingo, Giuseppe Patanè, tornarono al San Carlo. Nel 1981 Il Teatro San Carlo fu per la prima volta in Germania, a Dortmund, con Il trovatore nuova produzione, con la direzione musicale di Elio Boncompagni. Questo evento aprì poi la strada per il Festival di Wiesbaden.
L'Orchestra ha poi Daniel Oren come direttore stabile, specie per quanto riguarda il comparto operistico; dal 1982 al 1987 ne è sovrintendente Francesco Canessa. Nel decennio successivo si assiste a una ripresa dell'attività sinfonica, in collaborazione con Salvatore Accardo, testimoniata da presenze, tra gli altri, come Giuseppe Sinopoli nel 1998, e Lorin Maazel nel 1999 per una Nona di Beethoven particolarmente apprezzata e applaudita.
Negli ultimi dieci anni inoltre si susseguono sul podio direzioni quali quelle di Georges Prêtre, Rafael Frühbeck de Burgos, Mstislav Rostropovic, Gary Bertini, Djansug Khakidze e Jeffrey Tate (che ha assunto la carica di direttore musicale del teatro dal maggio 2005). Oltre a Tate, il San Carlo ha visto la direzione musicale di Bertini nella stagione 2004-2005, e di Gabriele Ferro dal 1999 al 2004. Con lo stesso Ferro il San Carlo porta il dittico stravinskiano Perséphone-Œdipus Rex nell'antico teatro di Epidauro in Grecia, esibendosi con un casti composto tra gli altri da Gérard Depardieu e Isabella Rossellini. Nel giugno 2005 è in Giappone, a Tokyo e Ōtsu, con Luisa Miller e Il trovatore di Verdi, e nell'ottobre dello stesso anno a Pisa con le Cantate per San Gennaro (con la revisione musicale di Roberto De Simone e la direzione musicale di Michael Güttler), ospite del Festival Internazionale della Musica Sacra "Anima Mundi".

L'Orchestra ha inoltre contribuito alla doppia vittoria, nel 2002 e nel 2004, del Premio Abbiati assegnato dalla critica musicale italiana.

## Il corpo di ballo

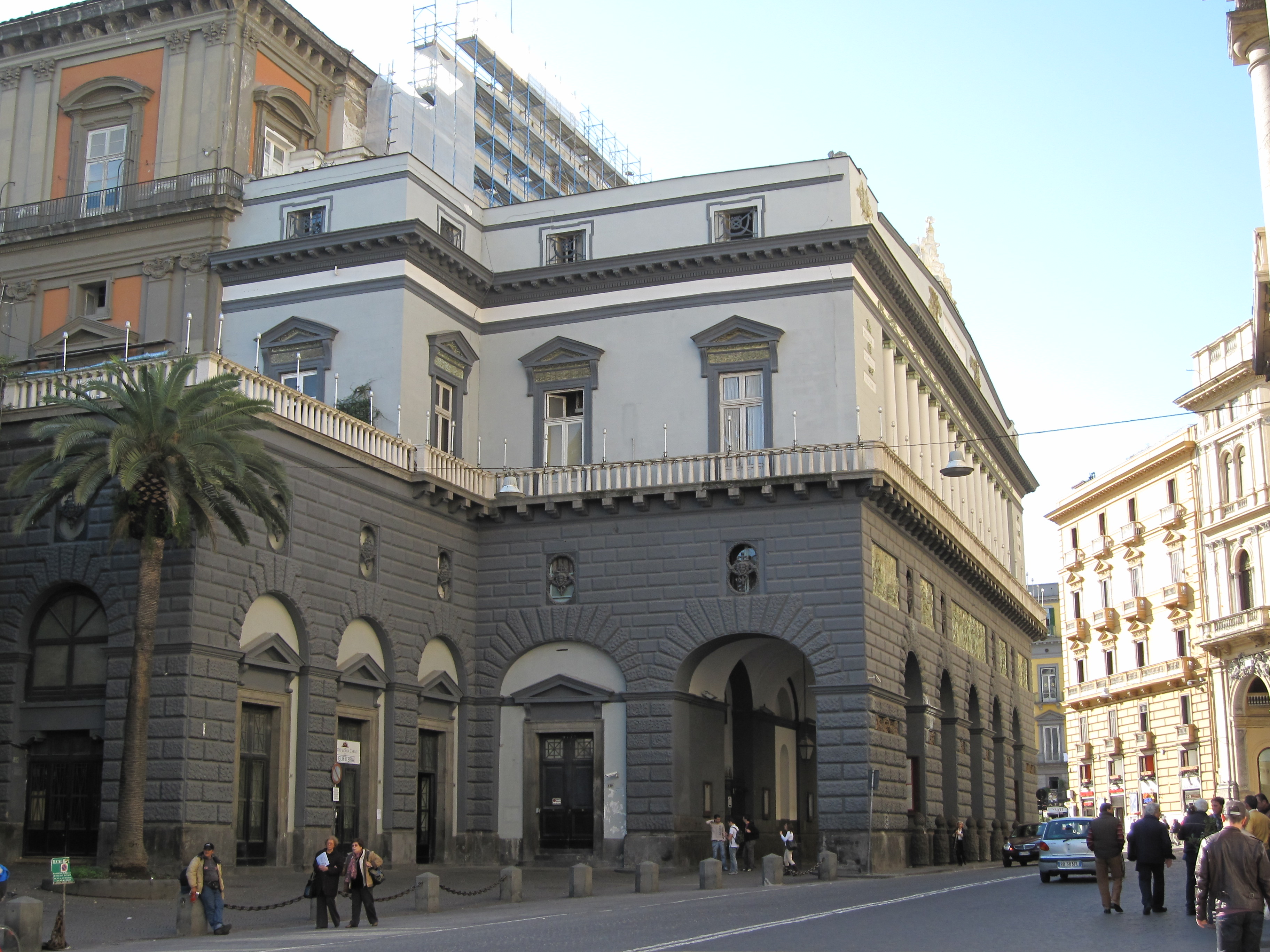
Il teatro visto da est.

Già da prima della costruzione del nuovo Teatro, tra le disposizioni del re Carlo I di Borbone ci fu quella di limitare gli "intermezzi buffi" negli intermezzi di opera seria, a favore di una coreografia che riprendesse i temi principali dell'opera rappresentata. All'apertura del San Carlo tale disposizione venne mantenuta, allargandosi successivamente a interi spettacoli di danza, che portarono alla costituzione di una vera e propria "scuola napoletana" che andava via via affermandosi con la fama che il Teatro riscosse via via in Europa.
Gaetano Grossatesta fu il primo coreografo del nuovo Teatro, e fu l'autore dei tre balli che accompagnarono l'opera inaugurale del San Carlo, l'Achille in Sciro di Domenico Sarro: uno venne eseguito prima dell'inizio dell'opera, un altro nell'intervallo e l'ultimo dopo la conclusione; i titoli erano: Marinai e Zingari, Quattro Stagioni, I Credenzieri). Il Grossatesta rimase attivo al San Carlo per oltre trent'anni, componendo regolarmente tutte le musiche dei propri balletti. La tradizione di far coincidere le figure di coreografo e compositore fu interrotta da Salvatore Viganò, napoletano molto attivo al San Carlo e nei Teatri delle maggiori capitali europee (Parigi, Londra, Vienna), che impose un'evoluzione drammaturgica dello spettacolo di danza, approdando poi al "balletto d'azione" e al "coreodramma". Da ricordare altri celebri coreografi formatisi al San Carlo: Carlo Le Picq, Gaetano Gioia, Antonio Guerra e Carlo Blasis, che con la moglie Annunziata Ramazzini insegnò successivamente alla nascente Scuola del Bol'šoj a Mosca.

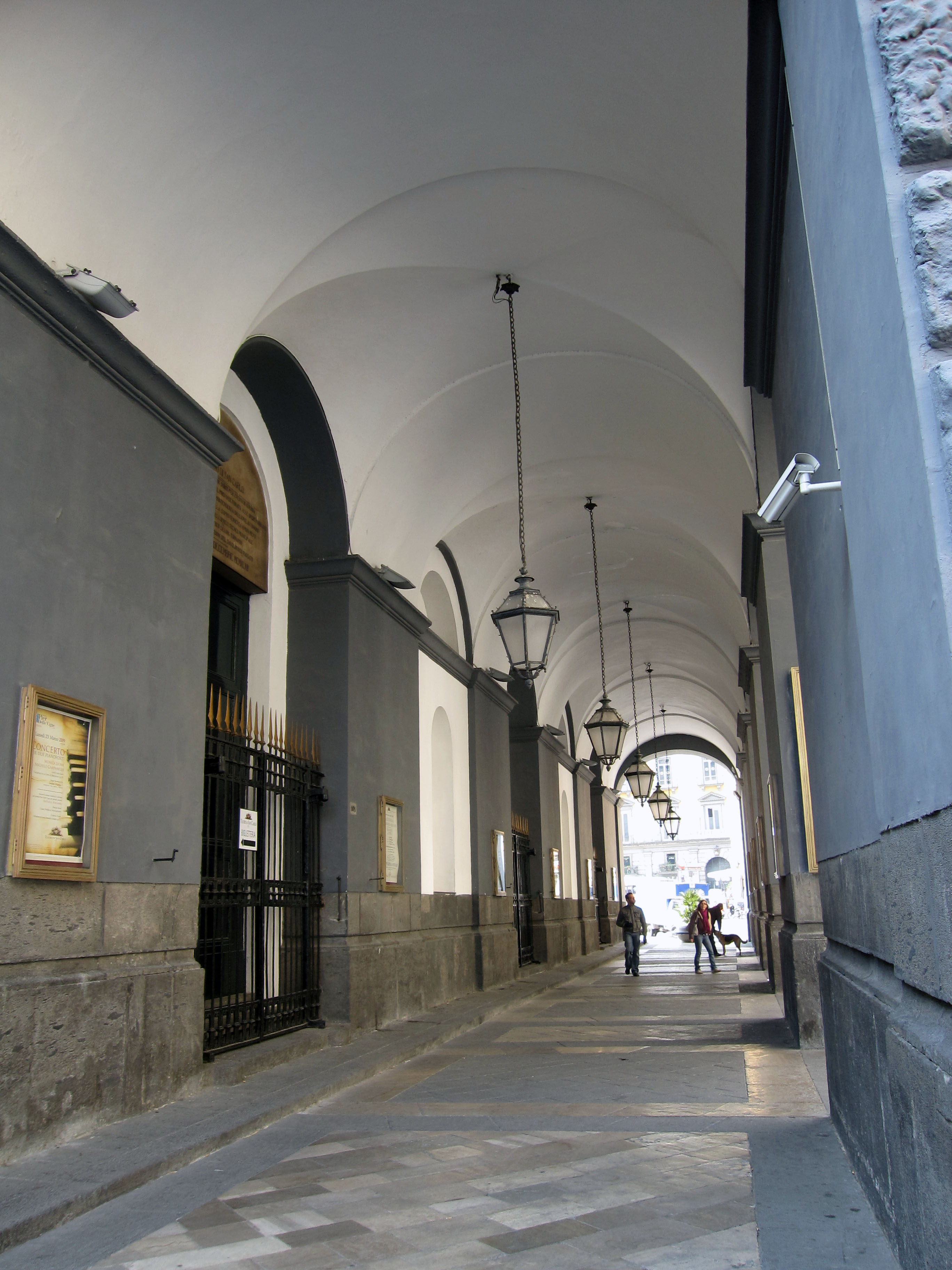
Il porticato esterno.

Nel 1812 nasce al San Carlo la Scuola di Danza più antica d'Italia.
Tra le danzatrici si ricordano Amelia Brugnoli, Fanny Cerrito e Fanny Elssler che con Maria Taglioni formò la leggendaria terna del balletto romantico francese. Tra i coreografi inoltre si ricorda Salvatore Taglioni (zio di Maria), direttore dei balli al San Carlo dal 1817 al 1860, e tra le ballerine Carlotta Grisi ed Elisa Vaquemoulin.
La danza al San Carlo subisce il mutamento dei gusti della società, tra la fine dell'Ottocento e l'inizio del Novecento. Viene superata la crisi estetica del romanticismo, pur tuttavia senza trovare una propria identità, ma affidandosi alla moda nazionale dei festosi polpettoni alla Manzotti, tra Ballo Excelsior e Pietro Micca. La grande "star" internazionale Ettorina Mazzucchelli vi muove i suoi passi.
Al termine della guerra, la Compagnia del Teatro di San Carlo riacquista prestigio, ospitando tra gli altri: Margot Fonteyn, Carla Fracci, Ekaterina Maksimova, Rudol'f Nureev, Vladimir Vasil'ev, e a quest'ultimo sono affidate molte coreografie degli spettacoli rappresentati in Teatro. Tra i danzatori ricordiamo Antonio Vitale. Successivamente hanno danzato come ospiti Roberto Bolle, Ambra Vallo, Eleonora Abbagnato. Negli ultimi anni è da sottolineare poi il contributo di Roland Petit: Il pipistrello e Duke Ellington Ballet. Susseguirono le direzioni di Luciano Cannito, Elisabetta Terabust, Anna Razzi, Giuseppe Carbone, Alessandra Penzavolta, Chang Lienz, Giuseppe Picone e Clotilde Vayer, quest'ultima l'attuale direttrice.

## Direttori musicali
- Giovanni Paisiello (1787-)
- Gioachino Rossini (1815-1822)
- Gaetano Donizetti (1822-1838)
- Elio Boncompagni (1979-1982)
- Salvatore Accardo (1993-1995)
- Gabriele Ferro (1999-2004)
- Gary Bertini (2004-2005)
- Jeffrey Tate (2005-2010)
- Maurizio Benini (2010-2011; come direttore principale ospite)
- Nicola Luisotti (2012-2014)
- Juraj Valčuha (2016-2022) Zubin Mehta (2016-; come direttore onorario)
- Dan Ettinger (2023-)

## Museo
Dal 1º ottobre 2011 adiacente al Real Teatro vi è il MEMUS (acronimo di "memoria" e "museo"), museo storico che ripercorre la storia del San Carlo stesso e dell'opera italiana in generale attraverso l'esposizione di quadri, fotografie, strumenti musicali, costumi e documenti d'epoca, con l'ausilio anche di un archivio musicale audio e anche uno delle immagini video. L'accesso al museo avviene dai giardini dell'adiacente residenza reale e il percorso interno, voluto da Carlo di Borbone per accedere al teatro senza scendere in strada, permette anche di visitare storici ambienti del palazzo.

## Collegamenti
È raggiungibile tramite la stazione Municipio della metropolitana.